# Albi di Zagor

## Storia editoriale

### CollanaZenith Gigante
Dopo essere stata pubblicata nella collana Lampo, la serie di storie del personaggio Zagor venne ristampata all'interno della seconda serie della collana Zenith Gigante, una serie edita dal 1960 dalle Edizioni Araldo e destinata a ristampare storie di personaggi pubblicati precedentemente nel formato a strisce; la serie esordì a partire dal n. 52 ripresentando fino al n. 116 e sul n. 118 le ristampe delle storie già pubblicate, mentre la prima storia inedita è pubblicata sul n. 117. Da allora la collana ha presentato sempre e solo storie inedite del personaggio e per questo motivo la serie regolare del fumetto Zagor ha una doppia numerazione, la prima relativa alla collana Zenith Gigante e la seconda relativa al numero di albi del personaggio effettivamente pubblicati (Le due numerazioni differiscono quindi di 51 numeri). Moreno Burattini, sceneggiatore di Zagor e redattore della Sergio Bonelli Editore ne spiega il motivo: 
(Moreno Burattini)
 I primi 68 albi della serie di Zagor, dalla storia La foresta degli agguati a quella intitolata Lo spettro (eccetto le storie Odio!, Il Fante di Picche, La città nascosta, La dea nera, Natale calibro 45, Mohican Jack, L'Arciere Rosso e Magic-Bat), sono ristampe di storie già edite nel formato striscia originariamente pubblicate dal 1961 al 1970.
Fino al n. 119 della serie Zenith Gigante del febbraio 1971 furono ristampati prevalentemente episodi delle quattro serie della Collana Lampo, a eccezione di alcuni episodi inediti intercalati tra le varie storie già edite; le storie inedite incominciarono a essere presenti in forma definitiva da pagina 77 del n. 119.
Gli albi sono tutti in bianco e nero esclusi gli Zenith n. 135, il n. 151 (ovvero il centesimo albo del personaggio), e suoi multipli come consuetudine della casa editrice (251, 351, 451, 551, 651, 751 corrispondenti ai centenari successivi), oltre al n. 602 (giugno 2011, cinquantennale del personaggio) e al n. 666, intitolato proprio Zenith 666, come omaggio a Tiziano Sclavi sia come ex autore di Zagor (sua creazione l'antagonista che compare nell'albo) che come creatore di Dylan Dog (che festeggiava il trentennale proprio lo stesso mese dell'uscita dello Zenith 666). L'albo n. 233 del 1980 è l'ultimo in cui compare una storia scritta da Guido Nolitta, creatore del personaggio. A partire dal n. 314 è presente a pagina 4 una rubrica della posta curata prima da Bonelli e, dopo la morte di questi, da Moreno Burattini. Le copertine sono sempre state realizzate da Gallieno Ferri fino alla sua scomparsa nell'aprile 2016, quando gli è subentrato, a partire dal n. 666, Alessandro Piccinelli, già disegnatore di Tex e che aveva disegnato la storia di Zagor pubblicata negli albi Zenith dal n. 541 al 544.

### Ristampe
- Zagor: prima ristampa della serie edita da giugno 1970 a ottobre 1983, chiamata dai collezionisti "scritta rossa" in quanto presentava sulla costina la scritta "Zagor" in rosso subito sotto la numerazione. È la ristampa dei primi 161 albi di Zagor già editi nella collana Zenith Gigante dal n. 52 al n. 212. I primi 29 numeri vengono ristampati più volte con prezzi di copertina modificati (250, 300 e 350 lire).[9]
- TuttoZagor: seconda ristampa edita da giugno 1986 a febbraio 1998. È la ristampa dei primi 235 episodi di Zagor già apparsi nella collana Zenith Gigante dal n. 52 al n. 286.[10] I numeri 121 e 122, Il giorno della giustizia e Addio, fratello rosso! si scambiano le copertine, in quanto l'una più attinente al titolo dell'altra.
- Zagor Raccolta: 244 numeri da aprile 1985 a dicembre 2016, ripropone due numeri per albo partendo dallo Zenith n. 135 fino al n. 623. L'ultima raccolta contiene tre albi per completare la storia in corso.
- Raccolta Tutto Zagor: edita da settembre 1992 ad aprile 2000 con il n. 117, presenta due albi alla volta.[10]
- Zagor - Collezione storica a colori (2012-2017, 212 numeri più 13 speciali): edita dal Gruppo Espresso, formato brossurato 19×27, la serie proponeva la ristampa integrale e cronologica della serie regolare ma con titoli differenti e foliazione maggiore. Le 270 pagine di ogni volume comprendono circa tre albi standard; ultima storia pubblicata La mummia delle Ande (nn. 562-565).[11] Pubblicati anche tredici numeri con la ristampa dei primi 23 speciali.
- Zagor - lo Spirito con la scure: stampata da RCS dal 2019 al 2021 in cento volumi in formato cartonato 19×27 da 160 pagine a colori, propone storie significative del personaggio, non in ordine cronologico.[12][13]
- Classic Zagor (in corso): ristampa cronologica a colori in formato standard ma in foliazione minore; le copertine sono quelle che furono usate per le strisce.[14]

## Elenco albi pubblicati all'interno della collanaZenith Gigante
Elenco per anno:
| Indice 1965 · 1966 · 1967 · 1968 · 1969 · 1970 1971 · 1972 · 1973 · 1974 · 1975 · 1976 · 1977 · 1978 · 1979 · 1980 1981 · 1982 · 1983 · 1984 · 1985 · 1986 · 1987 · 1988 · 1989 · 1990 1991 · 1992 · 1993 · 1994 · 1995 · 1996 · 1997 · 1998 · 1999 · 2000 2001 · 2002 · 2003 · 2004 · 2005 · 2006 · 2007 · 2008 · 2009 · 2010 2011 · 2012 · 2013 · 2014 · 2015 · 2016 · 2017 · 2018 · 2019 · 2020 2021 · 2022 · 2023 · 2024 · 2025 |

### 1965
| Nr. Zenith | Nr. Zagor | Titolo             | Mese di pubblicazione | Soggetto e sceneggiatura       | Disegni        |
| ---------- | --------- | ------------------ | --------------------- | ------------------------------ | -------------- |
| 52         | 1         | Zagor              | luglio                | Guido Nolitta                  | Gallieno Ferri |
| 53         | 2         | Terrore            | agosto                | Guido Nolitta / Gallieno Ferri | Gallieno Ferri |
| 54         | 3         | L'oro del fiume    | settembre             | Gallieno Ferri                 | Gallieno Ferri |
| 55         | 4         | Corvo Giallo       | ottobre               | Gallieno Ferri                 | Gallieno Ferri |
| 56         | 5         | I due sosia        | novembre              | Gallieno Ferri                 | Gallieno Ferri |
| 57         | 6         | La lancia spezzata | dicembre              | Gallieno Ferri / G.L. Bonelli  | Gallieno Ferri |

### 1966
| Nr. Zenith | Nr. Zagor | Titolo                 | Mese di pubblicazione | Soggetto e sceneggiatura     | Disegni                         |
| ---------- | --------- | ---------------------- | --------------------- | ---------------------------- | ------------------------------- |
| 58         | 7         | Il popolo della palude | gennaio               | G.L. Bonelli                 | Gallieno Ferri                  |
| 59         | 8         | La vendetta di Zagor   | febbraio              | G.L. Bonelli                 | Gallieno Ferri                  |
| 60         | 9         | La legge rossa         | marzo                 | G.L. Bonelli                 | Gallieno Ferri                  |
| 61         | 10        | La danza della scure   | aprile                | G.L. Bonelli / Guido Nolitta | Gallieno Ferri                  |
| 62         | 11        | L'isola della paura    | maggio                | Guido Nolitta                | Gallieno Ferri                  |
| 63         | 12        | Sulle orme di Titan    | giugno                | Guido Nolitta                | Gallieno Ferri / Enzo Chiomenti |
| 64         | 13        | L'abisso verde         | luglio                | G.L. Bonelli                 | Gallieno Ferri                  |
| 65         | 14        | I mercanti di schiavi  | agosto                | G.L. Bonelli / Guido Nolitta | Gallieno Ferri                  |
| 66         | 15        | Iron-Man               | settembre             | Guido Nolitta                | Gallieno Ferri                  |
| 67         | 16        | I padroni del fuoco    | ottobre               | Guido Nolitta                | Gallieno Ferri                  |
| 68         | 17        | Condanna a morte       | novembre              | Guido Nolitta                | Gallieno Ferri / Mario Cubbino  |
| 69         | 18        | Ombre!                 | dicembre              | Guido Nolitta                | Gallieno Ferri                  |

### 1967
| Nr. Zenith | Nr. Zagor | Titolo                 | Mese di pubblicazione | Soggetto e sceneggiatura           | Disegni                          |
| ---------- | --------- | ---------------------- | --------------------- | ---------------------------------- | -------------------------------- |
| 70         | 19        | Territorio indiano     | gennaio               | Guido Nolitta                      | Gallieno Ferri                   |
| 71         | 20        | L'inferno dei vivi     | febbraio              | Guido Nolitta                      | Gallieno Ferri                   |
| 72         | 21        | La furia di Zagor      | marzo                 | Guido Nolitta                      | Gallieno Ferri                   |
| 73         | 22        | L'Avvoltoio            | aprile                | Guido Nolitta                      | Gallieno Ferri                   |
| 74         | 23        | La lunga notte         | maggio                | Guido Nolitta                      | Gallieno Ferri                   |
| 75         | 24        | Le jene del mare       | giugno                | Guido Nolitta                      | Gallieno Ferri                   |
| 76         | 25        | La traccia             | luglio                | Guido Nolitta                      | Gallieno Ferri                   |
| 77         | 26        | Il nemico nell'ombra   | agosto                | Guido Nolitta / Cesare Melloncelli | Gallieno Ferri / Franco Bignotti |
| 78         | 27        | Zagor attacca          | settembre             | Guido Nolitta                      | Gallieno Ferri                   |
| 79         | 28        | Clark City             | ottobre               | Guido Nolitta / Cesare Melloncelli | Gallieno Ferri / Franco Bignotti |
| 80         | 29        | I cacciatori di uomini | novembre              | Guido Nolitta / Cesare Melloncelli | Gallieno Ferri / Franco Bignotti |
| 81         | 30        | La preda umana         | dicembre              | Guido Nolitta                      | Gallieno Ferri                   |

### 1968
| Nr. Zenith | Nr. Zagor | Titolo                      | Mese di pubblicazione | Soggetto e sceneggiatura | Disegni                                             |
| ---------- | --------- | --------------------------- | --------------------- | ------------------------ | --------------------------------------------------- |
| 82         | 31        | Guerra!                     | gennaio               | Guido Nolitta            | Gallieno Ferri                                      |
| 83         | 32        | Il fuggiasco                | febbraio              | Guido Nolitta            | Gallieno Ferri                                      |
| 84         | 33        | La casa del terrore         | marzo                 | Guido Nolitta            | Gallieno Ferri                                      |
| 85         | 34        | Gli sciacalli della foresta | aprile                | Guido Nolitta            | Gallieno Ferri                                      |
| 86         | 35        | I ricattatori               | maggio                | Guido Nolitta            | Gallieno Ferri / Franco Bignotti                    |
| 87         | 36        | Solo contro tutti           | giugno                | Guido Nolitta            | Gallieno Ferri / Franco Bignotti                    |
| 88         | 37        | L'ultima sfida              | luglio                | Guido Nolitta            | Gallieno Ferri / Franco Bignotti / Franco Donatelli |
| 89         | 38        | Prigioniero                 | agosto                | Guido Nolitta            | Franco Donatelli                                    |
| 90         | 39        | Odio!                       | settembre             | Guido Nolitta            | Franco Donatelli                                    |
| 91         | 40        | Lo spettro del passato      | ottobre               | Guido Nolitta            | Franco Donatelli                                    |
| 92         | 41        | Vittoria!                   | novembre              | Guido Nolitta            | Franco Donatelli / Gallieno Ferri                   |
| 93         | 42        | Il mostro della laguna      | dicembre              | Guido Nolitta            | Gallieno Ferri                                      |

### 1969
| Nr. Zenith | Nr. Zagor | Titolo             | Mese di pubblicazione | Soggetto e sceneggiatura           | Disegni                           |
| ---------- | --------- | ------------------ | --------------------- | ---------------------------------- | --------------------------------- |
| 94         | 43        | Seminoles          | gennaio               | Guido Nolitta                      | Gallieno Ferri / Franco Donatelli |
| 95         | 44        | I vendicatori      | febbraio              | Guido Nolitta                      | Franco Donatelli                  |
| 96         | 45        | Satko!             | marzo                 | Guido Nolitta                      | Franco Donatelli / Gallieno Ferri |
| 97         | 46        | Il Fante di Picche | aprile                | Guido Nolitta                      | Gallieno Ferri                    |
| 98         | 47        | La pista di sangue | maggio                | Guido Nolitta                      | Gallieno Ferri                    |
| 99         | 48        | Belve!             | giugno                | Guido Nolitta                      | Gallieno Ferri / Franco Donatelli |
| 100        | 49        | L'uomo lupo        | luglio                | Guido Nolitta                      | Franco Donatelli                  |
| 101        | 50        | La città nascosta  | agosto                | Cesare Melloncelli                 | Franco Donatelli                  |
| 102        | 51        | Gli evasi          | settembre             | Cesare Melloncelli / Guido Nolitta | Franco Donatelli / Gallieno Ferri |
| 103        | 52        | Morte sul fiume    | ottobre               | Guido Nolitta                      | Gallieno Ferri                    |
| 104        | 53        | La dea nera        | novembre              | Guido Nolitta                      | Gallieno Ferri / Franco Donatelli |
| 105        | 54        | Natale calibro 45  | dicembre              | Guido Nolitta                      | Franco Donatelli                  |

### 1970
| Nr. Zenith | Nr. Zagor | Titolo             | Mese di pubblicazione | Soggetto e sceneggiatura           | Disegni                           |
| ---------- | --------- | ------------------ | --------------------- | ---------------------------------- | --------------------------------- |
| 106        | 55        | Zagor racconta...  | gennaio               | Guido Nolitta                      | Gallieno Ferri                    |
| 107        | 56        | Il re di Darkwood  | febbraio              | Guido Nolitta                      | Gallieno Ferri / Franco Donatelli |
| 108        | 57        | Mohican Jack       | marzo                 | Guido Nolitta                      | Franco Donatelli                  |
| 109        | 58        | La carica suicida  | aprile                | Guido Nolitta                      | Franco Donatelli / Gallieno Ferri |
| 110        | 59        | Servizio segreto   | maggio                | Guido Nolitta                      | Gallieno Ferri                    |
| 111        | 60        | Fucilazione!       | giugno                | Guido Nolitta                      | Gallieno Ferri                    |
| 112        | 61        | L'Arciere Rosso    | luglio                | Guido Nolitta                      | Franco Donatelli                  |
| 113        | 62        | La freccia mortale | agosto                | Guido Nolitta                      | Franco Donatelli/Gallieno Ferri   |
| 114        | 63        | Sfida all'ignoto   | settembre             | Guido Nolitta                      | Gallieno Ferri                    |
| 115        | 64        | Ramath, il fakiro  | ottobre               | Guido Nolitta                      | Gallieno Ferri e Franco Donatelli |
| 116        | 65        | La nave pirata     | novembre              | Guido Nolitta / Cesare Melloncelli | Gallieno Ferri / Franco Donatelli |
| 117        | 66        | "Magic-Bat"        | dicembre              | Cesare Melloncelli / Guido Nolitta | Franco Donatelli / Gallieno Ferri |

### 1971
| Nr. Zenith | Nr. Zagor | Titolo                  | Mese di pubblicazione | Soggetto e sceneggiatura         | Disegni                           |
| ---------- | --------- | ----------------------- | --------------------- | -------------------------------- | --------------------------------- |
| 118        | 67        | Il Re delle Aquile      | gennaio               | Guido Nolitta                    | Gallieno Ferri                    |
| 119        | 68        | Lo spettro!             | febbraio              | Guido Nolitta                    | Gallieno Ferri                    |
| 120        | 69        | I sei della "Blue Star" | marzo                 | Guido Nolitta                    | Gallieno Ferri                    |
| 121        | 70        | Fiamme nella notte      | aprile                | Guido Nolitta                    | Gallieno Ferri / Franco Donatelli |
| 122        | 71        | Il fiore che uccide     | maggio                | Guido Nolitta                    | Franco Donatelli                  |
| 123        | 72        | Terra senza legge       | giugno                | Guido Nolitta                    | Franco Donatelli / Gallieno Ferri |
| 124        | 73        | Lo strano mister Smith  | luglio                | Guido Nolitta                    | Gallieno Ferri / Franco Donatelli |
| 125        | 74        | La stella di latta      | agosto                | Guido Nolitta                    | Franco Donatelli                  |
| 126        | 75        | La Mano di Allah        | settembre             | Guido Nolitta                    | Gallieno Ferri                    |
| 127        | 76        | Lo Sceicco Nero         | ottobre               | Guido Nolitta / Alfredo Castelli | Galleno Ferri / Franco Bignotti   |
| 128        | 77        | Molok!                  | novembre              | Alfredo Castelli                 | Franco Bignotti                   |
| 129        | 78        | I falchi delle nevi     | dicembre              | Guido Nolitta                    | Franco Donatelli                  |

### 1972
| Nr. Zenith | Nr. Zagor | Titolo                                | Mese di pubblicazione | Soggetto e sceneggiatura | Disegni                            |
| ---------- | --------- | ------------------------------------- | --------------------- | ------------------------ | ---------------------------------- |
| 130        | 79        | Eskimo                                | gennaio               | Guido Nolitta            | Franco Donatelli / Franco Bignotti |
| 131        | 80        | Zagor Story                           | febbraio              | Guido Nolitta            | Franco Bignotti                    |
| 132        | 81        | La rivolta dei trappers               | marzo                 | Guido Nolitta            | Franco Bignotti                    |
| 133        | 82        | La strada di ferro                    | aprile                | Guido Nolitta            | Franco Donatelli                   |
| 134        | 83        | La maschera bianca                    | maggio                | Guido Nolitta            | Franco Donatelli                   |
| 135        | 84        | Indian Circus (a colori)              | giugno                | Guido Nolitta            | Gallieno Ferri                     |
| 136        | 85        | Angoscia!                             | luglio                | Guido Nolitta            | Gallieno Ferri                     |
| 137        | 86        | Zagor contro il vampiro               | agosto                | Guido Nolitta            | Gallieno Ferri                     |
| 138        | 87        | Alba tragica                          | settembre             | Guido Nolitta            | Gallieno Ferri                     |
| 139        | 88        | Odissea americana                     | ottobre               | Guido Nolitta            | Gallieno Ferri                     |
| 140        | 89        | La nebbia infernale                   | novembre              | Guido Nolitta            | Gallieno Ferri / Franco Donatelli  |
| 141        | 90        | Zagor, il ribelle (poster in omaggio) | dicembre              | Guido Nolitta            | Franco Donatelli                   |

### 1973
| Nr. Zenith | Nr. Zagor | Titolo                               | Mese di pubblicazione | Soggetto e sceneggiatura | Disegni                            |
| ---------- | --------- | ------------------------------------ | --------------------- | ------------------------ | ---------------------------------- |
| 142        | 91        | Libertà o morte                      | gennaio               | Guido Nolitta            | Franco Donatelli                   |
| 143        | 92        | All'ultimo sangue                    | febbraio              | Guido Nolitta            | Franco Donatelli / Franco Bignotti |
| 144        | 93        | Vudu!                                | marzo                 | Guido Nolitta            | Franco Bignotti                    |
| 145        | 94        | La notte dei maghi                   | aprile                | Guido Nolitta            | Franco Bignotti                    |
| 146        | 95        | Zombi!                               | maggio                | Guido Nolitta            | Franco Bignotti / Gallieno Ferri   |
| 147        | 96        | Hammad, l'egiziano                   | giugno                | Guido Nolitta            | Gallieno Ferri                     |
| 148        | 97        | Oceano                               | luglio                | Guido Nolitta            | Gallieno Ferri                     |
| 149        | 98        | Bandiera nera                        | agosto                | Guido Nolitta            | Gallieno Ferri                     |
| 150        | 99        | Capitan Serpente                     | settembre             | Guido Nolitta            | Gallieno Ferri / Franco Donatelli  |
| 151        | 100       | Il mio amico "Guitar" Jim (a colori) | ottobre/novembre      | Guido Nolitta            | Gallieno Ferri                     |
| 152        | 101       | Tragico carnevale                    | dicembre              | Guido Nolitta            | Franco Donatelli                   |

### 1974
| Nr. Zenith | Nr. Zagor | Titolo                    | Mese di pubblicazione | Soggetto e sceneggiatura | Disegni                           |
| ---------- | --------- | ------------------------- | --------------------- | ------------------------ | --------------------------------- |
| 153        | 102       | I ribelli della Louisiana | gennaio               | Guido Nolitta            | Franco Donatelli                  |
| 154        | 103       | I congiurati              | febbraio              | Guido Nolitta            | Franco Donatelli                  |
| 155        | 104       | Il buono e il cattivo     | marzo                 | Guido Nolitta            | Gallieno Ferri                    |
| 156        | 105       | Le montagne selvagge      | aprile                | Guido Nolitta            | Gallieno Ferri                    |
| 157        | 106       | Terre bruciate            | maggio                | Guido Nolitta            | Gallieno Ferri                    |
| 158        | 107       | Ritorno a Darkwood        | giugno                | Guido Nolitta            | Gallieno Ferri / Franco Donatelli |
| 159        | 108       | Ora zero!                 | luglio                | Guido Nolitta            | Franco Donatelli                  |
| 160        | 109       | Minaccia dallo spazio     | agosto                | Guido Nolitta            | Franco Donatelli                  |
| 161        | 110       | Tre uomini in pericolo    | settembre             | Guido Nolitta            | Franco Donatelli                  |
| 162        | 111       | Acque misteriose          | ottobre               | Guido Nolitta            | Franco Donatelli                  |
| 163        | 112       | La capanna maledetta      | novembre              | Guido Nolitta            | Franco Donatelli / Gallieno Ferri |
| 164        | 113       | Messaggi di morte         | dicembre              | Guido Nolitta            | Gallieno Ferri                    |

### 1975
| Nr. Zenith | Nr. Zagor | Titolo                       | Mese di pubblicazione | Soggetto e sceneggiatura | Disegni                           |
| ---------- | --------- | ---------------------------- | --------------------- | ------------------------ | --------------------------------- |
| 165        | 114       | La marcia della disperazione | gennaio               | Guido Nolitta            | Gallieno Ferri                    |
| 166        | 115       | La sabbia è rossa!           | febbraio              | Guido Nolitta            | Gallieno Ferri / Franco Bignotti  |
| 167        | 116       | L'ultima vittima             | marzo                 | Guido Nolitta            | Gallieno Ferri / Franco Bignotti  |
| 168        | 117       | Arrivano i samurai           | aprile                | Guido Nolitta            | Franco Bignotti                   |
| 169        | 118       | La scure e la sciabola       | maggio                | Guido Nolitta            | Franco Bignotti                   |
| 170        | 119       | La rabbia degli Osages       | giugno                | Guido Nolitta            | Franco Donatelli                  |
| 171        | 120       | Arrestate Billy Boy!         | luglio                | Guido Nolitta            | Franco Donatelli                  |
| 172        | 121       | Il giorno della giustizia    | agosto                | Guido Nolitta            | Franco Donatelli                  |
| 173        | 122       | Addio, fratello rosso!       | settembre             | Guido Nolitta            | Franco Donatelli / Gallieno Ferri |
| 174        | 123       | L'avventuriero               | ottobre               | Guido Nolitta            | Gallieno Ferri                    |
| 175        | 124       | Zagor contro Supermike       | novembre              | Guido Nolitta            | Gallieno Ferri                    |
| 176        | 125       | La settima prova             | dicembre              | Guido Nolitta            | Gallieno Ferri / Franco Donatelli |

### 1976
| Nr. Zenith | Nr. Zagor | Titolo                    | Mese di pubblicazione | Soggetto e sceneggiatura | Disegni                           |
| ---------- | --------- | ------------------------- | --------------------- | ------------------------ | --------------------------------- |
| 177        | 126       | Agli ordini dello zar     | gennaio               | Guido Nolitta            | Franco Donatelli                  |
| 178        | 127       | La fossa della morte      | febbraio              | Guido Nolitta            | Franco Donatelli                  |
| 179        | 128       | La fine di un tiranno     | marzo                 | Guido Nolitta            | Franco Donatelli                  |
| 180        | 129       | Follia omicida            | aprile                | Guido Nolitta            | Gallieno Ferri                    |
| 181        | 130       | Il fantasma di Stone-Hill | maggio                | Guido Nolitta            | Gallieno Ferri                    |
| 182        | 131       | Kandrax il mago           | giugno                | Guido Nolitta            | Gallieno Ferri                    |
| 183        | 132       | La Sesta Luna             | luglio                | Guido Nolitta            | Gallieno Ferri                    |
| 184        | 133       | Sandy River               | agosto                | Guido Nolitta            | Gallieno Ferri / Franco Donatelli |
| 185        | 134       | Spedizione punitiva       | settembre             | Guido Nolitta            | Franco Donatelli                  |
| 186        | 135       | Il palo della tortura     | ottobre               | Guido Nolitta            | Franco Donatelli                  |
| 187        | 136       | Tigre!                    | novembre              | Guido Nolitta            | Franco Donatelli / Gallieno Ferri |
| 188        | 137       | Dharma la strega          | dicembre              | Guido Nolitta            | Gallieno Ferri                    |

### 1977
| Nr. Zenith | Nr. Zagor | Titolo                    | Mese di pubblicazione | Soggetto e sceneggiatura         | Disegni                                              |
| ---------- | --------- | ------------------------- | --------------------- | -------------------------------- | ---------------------------------------------------- |
| 189        | 138       | L'orrenda magia           | gennaio               | Guido Nolitta                    | Gallieno Ferri                                       |
| 190        | 139       | Il cavaliere misterioso   | febbraio              | Guido Nolitta / Decio Canzio     | Franco Donatelli                                     |
| 191        | 140       | Pericolo biondo           | marzo                 | Decio Canzio                     | Franco Donatelli / Francesco Gamba                   |
| 192        | 141       | I due ostaggi             | aprile                | Decio Canzio / Guido Nolitta     | Franco Donatelli / Francesco Gamba / Pini Segna      |
| 193        | 142       | I cannibali di Green Spot | maggio                | Guido Nolitta                    | Pini Segna                                           |
| 194        | 143       | Masai Killer              | giugno                | Guido Nolitta                    | Pini Segna                                           |
| 195        | 144       | Il Signore dei Serpenti   | luglio                | Guido Nolitta / Decio Canzio     | Pini Segna / Gallieno Ferri                          |
| 196        | 145       | Pugni e pepite            | agosto                | Decio Canzio                     | Gallieno Ferri                                       |
| 197        | 146       | Zagor si scatena          | settembre             | Decio Canzio                     | Gallieno Ferri                                       |
| 198        | 147       | La minaccia verde         | ottobre               | Alfredo Castelli                 | Franco Donatelli                                     |
| 199        | 148       | La prova del fuoco        | novembre              | Alfredo Castelli / Guido Nolitta | Franco Donatelli / Giancarlo Tenenti/ Gallieno Ferri |
| 200        | 149       | Guerriero Rosso           | dicembre              | Guido Nolitta                    | Gallieno Ferri                                       |

### 1978
| Nr. Zenith | Nr. Zagor | Titolo                     | Mese di pubblicazione | Soggetto e sceneggiatura         | Disegni                                             |
| ---------- | --------- | -------------------------- | --------------------- | -------------------------------- | --------------------------------------------------- |
| 201        | 150       | Il segno del coraggio      | gennaio               | Guido Nolitta / Alfredo Castelli | Gallieno Ferri / Franco Donatelli                   |
| 202        | 151       | La fortezza di Smirnoff    | febbraio              | Alfredo Castelli                 | Franco Donatelli                                    |
| 203        | 152       | Missione compiuta!         | marzo                 | Alfredo Castelli                 | Franco Donatelli / Pini Segna                       |
| 204        | 153       | Fantasmi!                  | aprile                | Alfredo Castelli                 | Pini Segna                                          |
| 205        | 154       | Senza tregua               | maggio                | Guido Nolitta                    | Franco Donatelli                                    |
| 206        | 155       | Tropical Corp              | giugno                | Guido Nolitta                    | Franco Donatelli                                    |
| 207        | 156       | Febbre gialla              | luglio                | Guido Nolitta                    | Franco Donatelli e Francesco Gamba                  |
| 208        | 157       | La Taverna del Gufo        | agosto                | Guido Nolitta                    | Franco Donatelli / Gallieno Ferri                   |
| 209        | 158       | Delitto a bordo            | settembre             | Guido Nolitta                    | Gallieno Ferri                                      |
| 210        | 159       | L'idolo cinese             | ottobre               | Guido Nolitta                    | Gallieno Ferri                                      |
| 211        | 160       | Il sigillo dell'imperatore | novembre              | Guido Nolitta                    | Gallieno Ferri                                      |
| 212        | 161       | Il tiranno del lago        | dicembre              | Guido Nolitta / Decio Canzio     | Gallieno Ferri / Franco Donatelli e Francesco Gamba |

### 1979
| Nr. Zenith | Nr. Zagor | Titolo                    | Mese di pubblicazione | Soggetto                         | Sceneggiatura                    | Disegni                                         |
| ---------- | --------- | ------------------------- | --------------------- | -------------------------------- | -------------------------------- | ----------------------------------------------- |
| 213        | 162       | Pattuglia eroica          | gennaio               | Guido Nolitta                    | Guido Nolitta                    | Franco Donatelli                                |
| 214        | 163       | Affondate il "Destroyer"! | febbraio              | Guido Nolitta                    | Decio Canzio                     | Franco Donatelli e Francesco Gamba              |
| 215        | 164       | Colpo di scena            | marzo                 | Guido Nolitta                    | Decio Canzio                     | Franco Donatelli e Francesco Gamba              |
| 216        | 165       | La resa dei conti         | aprile                | Guido Nolitta / Decio Canzio     | Decio Canzio                     | Franco Donatelli e Francesco Gamba / Pini Segna |
| 217        | 166       | Incendio a Forte Jericho  | maggio                | Decio Canzio                     | Decio Canzio                     | Pini Segna                                      |
| 218        | 167       | L'uomo invisibile         | giugno                | Decio Canzio / Guido Nolitta     | Decio Canzio / Guido Nolitta     | Pini Segna / Gallieno Ferri                     |
| 219        | 168       | La tribù scomparsa        | luglio                | Guido Nolitta                    | Guido Nolitta                    | Gallieno Ferri                                  |
| 220        | 169       | Il vendicatore alato      | agosto                | Guido Nolitta                    | Guido Nolitta                    | Gallieno Ferri                                  |
| 221        | 170       | Banditi senza volto       | settembre             | Guido Nolitta                    | Guido Nolitta                    | Pini Segna                                      |
| 222        | 171       | Viaggio senza ritorno     | ottobre               | Guido Nolitta                    | Guido Nolitta                    | Pini Segna                                      |
| 223        | 172       | L'ultimo vikingo          | novembre              | Guido Nolitta / Alfredo Castelli | Guido Nolitta / Alfredo Castelli | Pini Segna / Franco Donatelli                   |
| 224        | 173       | Piccoli assassini         | dicembre              | Alfredo Castelli                 | Alfredo Castelli                 | Franco Donatelli                                |

### 1980
| Nr. Zenith | Nr. Zagor | Titolo                     | Mese di pubblicazione | Soggetto e sceneggiatura         | Disegni                            |
| ---------- | --------- | -------------------------- | --------------------- | -------------------------------- | ---------------------------------- |
| 225        | 174       | La grande paura            | gennaio               | Alfredo Castelli                 | Franco Bignotti                    |
| 226        | 175       | La pista del West          | febbraio              | Giorgio Pezzin                   | Francesco Gamba                    |
| 227        | 176       | Sierra Blanca              | marzo                 | Giorgio Pezzin                   | Francesco Gamba                    |
| 228        | 177       | Il ritorno di "Guitar" Jim | aprile                | Alfredo Castelli                 | Franco Donatelli                   |
| 229        | 178       | L'orchidea rossa           | maggio                | Alfredo Castelli / Guido Nolitta | Franco Donatelli / Gallieno Ferri  |
| 230        | 179       | Hellingen!                 | giugno                | Guido Nolitta                    | Gallieno Ferri                     |
| 231        | 180       | Il raggio della morte      | luglio                | Guido Nolitta                    | Gallieno Ferri con Franco Bignotti |
| 232        | 181       | Terrore dal sesto pianeta  | agosto                | Guido Nolitta                    | Gallieno Ferri con Franco Bignotti |
| 233        | 182       | Magia senza tempo          | settembre             | Guido Nolitta                    | Gallieno Ferri con Franco Bignotti |
| 234        | 183       | Sfida al campione          | ottobre               | Giorgio Pezzin                   | Francesco Gamba                    |
| 235        | 184       | La partita è chiusa        | novembre              | Giorgio Pezzin / Tiziano Sclavi  | Francesco Gamba / Franco Donatelli |
| 236        | 185       | La montagna degli dei      | dicembre              | Tiziano Sclavi                   | Franco Donatelli                   |

### 1981
| Nr. Zenith | Nr. Zagor | Titolo                 | Mese di pubblicazione | Soggetto e sceneggiatura          | Disegni                            |
| ---------- | --------- | ---------------------- | --------------------- | --------------------------------- | ---------------------------------- |
| 237        | 186       | Il popolo della notte  | gennaio               | Tiziano Sclavi / Alfredo Castelli | Franco Donatelli / Gallieno Ferri  |
| 238        | 187       | Il ritorno del vampiro | febbraio              | Alfredo Castelli                  | Gallieno Ferri                     |
| 239        | 188       | Il regno delle tenebre | marzo                 | Alfredo Castelli                  | Gallieno Ferri                     |
| 240        | 189       | L'orrendo contagio     | aprile                | Alfredo Castelli / Giorgio Pezzin | Gallieno Ferri / Francesco Gamba   |
| 241        | 190       | La Valle degli Spiriti | maggio                | Giorgio Pezzin                    | Francesco Gamba                    |
| 242        | 191       | L'uomo eterno          | giugno                | Giorgio Pezzin / Tiziano Sclavi   | Francesco Gamba / Franco Donatelli |
| 243        | 192       | I tagliatori di teste  | luglio                | Tiziano Sclavi                    | Franco Donatelli                   |
| 244        | 193       | Zagor l'immortale      | agosto                | Tiziano Sclavi                    | Franco Donatelli                   |
| 245        | 194       | Il teschio di fuoco    | settembre             | Tiziano Sclavi                    | Franco Donatelli                   |
| 246        | 195       | Il Signore Nero        | ottobre               | Tiziano Sclavi                    | Franco Donatelli                   |
| 247        | 196       | L'orda del male        | novembre              | Tiziano Sclavi                    | Franco Donatelli / Francesco Gamba |
| 248        | 197       | Thunderman!            | dicembre              | Tiziano Sclavi                    | Francesco Gamba                    |

### 1982
| Nr. Zenith | Nr. Zagor | Titolo                         | Mese di pubblicazione | Soggetto e sceneggiatura              | Disegni                            |
| ---------- | --------- | ------------------------------ | --------------------- | ------------------------------------- | ---------------------------------- |
| 249        | 198       | Lupo Solitario                 | gennaio               | Tiziano Sclavi                        | Francesco Gamba / Franco Donatelli |
| 250        | 199       | Il cerchio della vita          | febbraio              | Tiziano Sclavi                        | Franco Donatelli                   |
| 251        | 200       | Il tesoro maledetto (a colori) | marzo                 | Tiziano Sclavi                        | Gallieno Ferri                     |
| 252        | 201       | Devil Mask                     | aprile                | Tiziano Sclavi                        | Gallieno Ferri                     |
| 253        | 202       | Il rinnegato bianco            | maggio                | Tiziano Sclavi                        | Gallieno Ferri                     |
| 254        | 203       | Attacco nella palude           | giugno                | Tiziano Sclavi / Marcello Toninelli   | Gallieno Ferri / Franco Bignotti   |
| 255        | 204       | Uno strano fuorilegge          | luglio                | Marcello Toninelli                    | Franco Bignotti                    |
| 256        | 205       | Il filtro diabolico            | agosto                | Marcello Toninelli / Alfredo Castelli | Franco Bignotti / Franco Donatelli |
| 257        | 206       | La torre di pietra             | settembre             | Alfredo Castelli                      | Franco Donatelli                   |
| 258        | 207       | La maschera dell'odio          | ottobre               | Alfredo Castelli                      | Franco Donatelli                   |
| 259        | 208       | Gli aguzzini                   | novembre              | Alfredo Castelli                      | Franco Donatelli                   |
| 260        | 209       | Il grande inganno              | dicembre              | Alfredo Castelli / Decio Canzio       | Franco Donatelli                   |

### 1983
| Nr. Zenith | Nr. Zagor | Titolo                    | Mese di pubblicazione | Soggetto e sceneggiatura            | Disegni                            |
| ---------- | --------- | ------------------------- | --------------------- | ----------------------------------- | ---------------------------------- |
| 261        | 210       | Il popolo delle caverne   | gennaio               | Decio Canzio                        | Franco Donatelli                   |
| 262        | 211       | Il mostro a tre teste     | febbraio              | Decio Canzio                        | Franco Donatelli                   |
| 263        | 212       | Un'impresa disperata      | marzo                 | Decio Canzio / Marcello Toninelli   | Franco Donatelli / Gallieno Ferri  |
| 264        | 213       | La miniera insanguinata   | aprile                | Marcello Toninelli                  | Gallieno Ferri                     |
| 265        | 214       | La roccaforte dei dannati | maggio                | Marcello Toninelli                  | Gallieno Ferri                     |
| 266        | 215       | L'assassino di Darkwood   | giugno                | Marcello Toninelli                  | Franco Donatelli                   |
| 267        | 216       | Il villaggio sommerso     | luglio                | Marcello Toninelli                  | Franco Donatelli                   |
| 268        | 217       | L'agguato del mutante     | agosto                | Marcello Toninelli                  | Franco Donatelli / Franco Bignotti |
| 269        | 218       | La grande rapina          | settembre             | Marcello Toninelli                  | Franco Bignotti                    |
| 270        | 219       | La trappola               | ottobre               | Marcello Toninelli                  | Franco Bignotti / Franco Donatelli |
| 271        | 220       | Timber Bill               | novembre              | Marcello Toninelli                  | Franco Donatelli                   |
| 272        | 221       | Colpo su colpo            | dicembre              | Marcello Toninelli / Tiziano Sclavi | Franco Donatelli / Pini Segna      |

### 1984
| Nr. Zenith | Nr. Zagor | Titolo                  | Mese di pubblicazione | Soggetto e sceneggiatura              | Disegni                            |
| ---------- | --------- | ----------------------- | --------------------- | ------------------------------------- | ---------------------------------- |
| 273        | 222       | Il profeta              | gennaio               | Tiziano Sclavi                        | Pini Segna                         |
| 274        | 223       | Duello ai Grandi Laghi  | febbraio              | Marcello Toninelli                    | Franco Bignotti                    |
| 275        | 224       | L'imboscata             | marzo                 | Marcello Toninelli                    | Franco Bignotti / Franco Donatelli |
| 276        | 225       | L'invulnerabile         | aprile                | Marcello Toninelli                    | Franco Donatelli                   |
| 277        | 226       | Il ritorno di Supermike | maggio                | Marcello Toninelli / Alfredo Castelli | Franco Donatelli / Gallieno Ferri  |
| 278        | 227       | Il treno fantasma       | giugno                | Alfredo Castelli                      | Gallieno Ferri                     |
| 279        | 228       | I diavoli neri          | luglio                | Alfredo Castelli                      | Gallieno Ferri                     |
| 280        | 229       | Il volto del nemico     | agosto                | Alfredo Castelli / Marcello Toninelli | Gallieno Ferri                     |
| 281        | 230       | Le cinque piume         | settembre             | Marcello Toninelli                    | Gallieno Ferri                     |
| 282        | 231       | Viaggio nella paura     | ottobre               | Marcello Toninelli                    | Gallieno Ferri / Franco Donatelli  |
| 283        | 232       | Naufragio sul Missouri  | novembre              | Marcello Toninelli                    | Franco Donatelli                   |
| 284        | 233       | Fuga nella prateria     | dicembre              | Marcello Toninelli                    | Franco Donatelli                   |

### 1985
| Nr. Zenith | Nr. Zagor | Titolo                           | Mese di pubblicazione | Soggetto e sceneggiatura             | Disegni                           |
| ---------- | --------- | -------------------------------- | --------------------- | ------------------------------------ | --------------------------------- |
| 285        | 234       | Faccia Tagliata                  | gennaio               | Marcello Toninelli / Daniele Nicolai | Franco Donatelli / Gallieno Ferri |
| 286        | 235       | Il marchio dell'infamia          | febbraio              | Daniele Nicolai                      | Gallieno Ferri                    |
| 287        | 236       | La grotta delle mummie           | marzo                 | Marcello Toninelli                   | Gallieno Ferri                    |
| 288        | 237       | Zagor contro Zagor               | aprile                | Marcello Toninelli                   | Gallieno Ferri / Franco Donatelli |
| 289        | 238       | Agguato all'alba                 | maggio                | Marcello Toninelli                   | Franco Donatelli                  |
| 290        | 239       | La morte nell'aria               | giugno                | Marcello Toninelli                   | Franco Donatelli                  |
| 291        | 240       | Sabotaggio!                      | luglio                | Marcello Toninelli                   | Franco Donatelli                  |
| 292        | 241       | Il battello degli uomini perduti | agosto                | Marcello Toninelli                   | Franco Donatelli / Gallieno Ferri |
| 293        | 242       | La palude dell'orrore            | settembre             | Marcello Toninelli                   | Gallieno Ferri                    |
| 294        | 243       | Terra maledetta                  | ottobre               | Marcello Toninelli                   | Gallieno Ferri / Franco Donatelli |
| 295        | 244       | I guerrieri della città sepolta  | novembre              | Marcello Toninelli                   | Franco Donatelli                  |
| 296        | 245       | Carovane combattenti             | dicembre              | Giorgio Pellizzari                   | Franco Bignotti                   |

### 1986
| Nr. Zenith | Nr. Zagor | Titolo                  | Mese di pubblicazione | Soggetto e sceneggiatura                | Disegni                             |
| ---------- | --------- | ----------------------- | --------------------- | --------------------------------------- | ----------------------------------- |
| 297        | 246       | Il forte del tradimento | gennaio               | Giorgio Pellizzari                      | Franco Bignotti                     |
| 298        | 247       | Tragico assedio         | febbraio              | Giorgio Pellizzari / Marcello Toninelli | Franco Bignotti / Michele Pepe      |
| 299        | 248       | Soldati blu             | marzo                 | Marcello Toninelli / Daniele Nicolai    | Michele Pepe / Gallieno Ferri       |
| 300        | 249       | Gli indemoniati         | aprile                | Daniele Nicolai                         | Gallieno Ferri                      |
| 301        | 250       | La vendetta di Kandrax  | maggio                | Daniele Nicolai                         | Gallieno Ferri                      |
| 302        | 251       | Assalto al castello     | giugno                | Daniele Nicolai                         | Gallieno Ferri / Franco Donatelli   |
| 303        | 252       | Il genio del crimine    | luglio                | Daniele Nicolai                         | Franco Donatelli                    |
| 304        | 253       | La rivolta dei Mohawk   | agosto                | Daniele Nicolai / Marcello Toninelli    | Franco Donatelli / Marco Torricelli |
| 305        | 254       | Cacciatori di scalpi    | settembre             | Marcello Toninelli                      | Marco Torricelli                    |
| 306        | 255       | Acqua di Fuoco          | ottobre               | Marcello Toninelli                      | Marco Torricelli / Gallieno Ferri   |
| 307        | 256       | Sentiero di guerra      | novembre              | Marcello Toninelli                      | Gallieno Ferri                      |
| 308        | 257       | Mercanti d'armi         | dicembre              | Marcello Toninelli                      | Gallieno Ferri                      |

### 1987
| Nr. Zenith | Nr. Zagor | Titolo                              | Mese di pubblicazione | Soggetto e sceneggiatura                | Disegni                           |
| ---------- | --------- | ----------------------------------- | --------------------- | --------------------------------------- | --------------------------------- |
| 309        | 258       | Il segreto della mappa              | gennaio               | Marcello Toninelli / Giorgio Pellizzari | Gallieno Ferri / Franco Donatelli |
| 310        | 259       | L'uomo ombra                        | febbraio              | Giorgio Pellizzari                      | Franco Donatelli                  |
| 311        | 260       | Zagor l'implacabile                 | marzo                 | Giorgio Pellizzari / Marcello Toninelli | Franco Donatelli / Michele Pepe   |
| 312        | 261       | I giorni del terrore                | aprile                | Marcello Toninelli                      | Michele Pepe / Marco Torricelli   |
| 313        | 262       | Il padrone del tempo                | maggio                | Marcello Toninelli                      | Marco Torricelli                  |
| 314        | 263       | L'assassino di pietra               | giugno                | Marcello Toninelli / Ade Capone         | Marco Torricelli / Gallieno Ferri |
| 315        | 264       | La notte del diluvio                | luglio                | Ade Capone                              | Gallieno Ferri                    |
| 316        | 265       | Il tempio del sacrificio            | agosto                | Ade Capone / Marcello Toninelli         | Gallieno Ferri / Franco Donatelli |
| 317        | 266       | I predatori della Valle del Diavolo | settembre             | Marcello Toninelli                      | Franco Donatelli                  |
| 318        | 267       | Il dominatore dell'abisso           | ottobre               | Marcello Toninelli                      | Franco Donatelli                  |
| 319        | 268       | Inferno bianco                      | novembre              | Marcello Toninelli                      | Michele Pepe                      |
| 320        | 269       | La vendetta di Mano Nera            | dicembre              | Marcello Toninelli                      | Michele Pepe / Franco Donatelli   |

### 1988
| Nr. Zenith | Nr. Zagor | Titolo                         | Mese di pubblicazione | Soggetto e sceneggiatura            | Disegni                             |
| ---------- | --------- | ------------------------------ | --------------------- | ----------------------------------- | ----------------------------------- |
| 321        | 270       | La Bocca del Drago             | gennaio               | Marcello Toninelli                  | Franco Donatelli                    |
| 322        | 271       | La voce che uccide             | febbraio              | Marcello Toninelli                  | Franco Donatelli / Marco Torricelli |
| 323        | 272       | Yeti!                          | marzo                 | Marcello Toninelli                  | Marco Torricelli                    |
| 324        | 273       | I sette poteri                 | aprile                | Marcello Toninelli                  | Marco Torricelli / Franco Donatelli |
| 325        | 274       | Il bounty killer               | maggio                | Marcello Toninelli                  | Franco Donatelli                    |
| 326        | 275       | Incubi                         | giugno                | Marcello Toninelli / Tiziano Sclavi | Franco Donatelli / Gallieno Ferri   |
| 327        | 276       | Il demone della follia         | luglio                | Tiziano Sclavi                      | Gallieno Ferri                      |
| 328        | 277       | Titan risorge!                 | agosto                | Tiziano Sclavi                      | Gallieno Ferri                      |
| 329        | 278       | Il ritorno di Hellingen        | settembre             | Tiziano Sclavi                      | Gallieno Ferri                      |
| 330        | 279       | Ai confini della realtà        | ottobre               | Tiziano Sclavi                      | Gallieno Ferri                      |
| 331        | 280       | La fine del mondo              | novembre              | Tiziano Sclavi                      | Gallieno Ferri                      |
| 332        | 281       | Il tesoro della città fantasma | dicembre              | Marcello Toninelli                  | Franco Donatelli                    |

### 1989
| Nr. Zenith | Nr. Zagor | Titolo                        | Mese di pubblicazione | Soggetto e sceneggiatura        | Disegni                           |
| ---------- | --------- | ----------------------------- | --------------------- | ------------------------------- | --------------------------------- |
| 333        | 282       | Jess lo spietato              | gennaio               | Marcello Toninelli              | Franco Donatelli / Michele Pepe   |
| 334        | 283       | La maledizione di Tonka       | febbraio              | Marcello Toninelli              | Michele Pepe                      |
| 335        | 284       | Il vecchio della montagna     | marzo                 | Marcello Toninelli              | Michele Pepe / Franco Donatelli   |
| 336        | 285       | L'ultimatum                   | aprile                | Marcello Toninelli              | Franco Donatelli                  |
| 337        | 286       | Guerra indiana                | maggio                | Marcello Toninelli              | Franco Donatelli                  |
| 338        | 287       | La vittima designata          | giugno                | Marcello Toninelli              | Michele Pepe                      |
| 339        | 288       | La missione abbandonata       | luglio                | Marcello Toninelli              | Michele Pepe                      |
| 340        | 289       | La collina sacra              | agosto                | Marcello Toninelli / Ade Capone | Michele Pepe / Gallieno Ferri     |
| 341        | 290       | Tenebre                       | settembre             | Ade Capone                      | Gallieno Ferri                    |
| 342        | 291       | I mille volti della paura     | ottobre               | Ade Capone / Marcello Toninelli | Gallieno Ferri / Franco Donatelli |
| 343        | 292       | Le creature delle acque morte | novembre              | Marcello Toninelli              | Franco Donatelli                  |
| 344        | 293       | L'avamposto dei mostri        | dicembre              | Marcello Toninelli              | Franco Donatelli                  |

### 1990
| Nr. Zenith | Nr. Zagor | Titolo                                 | Mese di pubblicazione | Soggetto e sceneggiatura        | Disegni                         |
| ---------- | --------- | -------------------------------------- | --------------------- | ------------------------------- | ------------------------------- |
| 345        | 294       | Gli uomini puma                        | gennaio               | Ade Capone                      | Marco Torricelli                |
| 346        | 295       | La grotta del vento                    | febbraio              | Ade Capone                      | Marco Torricelli                |
| 347        | 296       | Il sentiero della vendetta             | marzo                 | Ade Capone / Marcello Toninelli | Marco Torricelli / Michele Pepe |
| 348        | 297       | Tra due fuochi                         | aprile                | Marcello Toninelli              | Michele Pepe                    |
| 349        | 298       | Una tribù in pericolo                  | maggio                | Marcello Toninelli              | Francesco Gamba                 |
| 350        | 299       | Sentinelle rosse                       | giugno                | Marcello Toninelli              | Francesco Gamba                 |
| 351        | 300       | La corsa delle sette frecce (a colori) | luglio                | Marcello Toninelli              | Gallieno Ferri                  |
| 352        | 301       | Testa di Morto                         | agosto                | Marcello Toninelli              | Franco Donatelli                |
| 353        | 302       | Fuga dalla riserva                     | settembre             | Marcello Toninelli              | Franco Donatelli                |
| 354        | 303       | Sentieri selvaggi                      | ottobre               | Marcello Toninelli              | Gallieno Ferri                  |
| 355        | 304       | Uomini della frontiera                 | novembre              | Marcello Toninelli              | Gallieno Ferri / Michele Pepe   |
| 356        | 305       | Il fiume delle nebbie                  | dicembre              | Marcello Toninelli              | Michele Pepe                    |

### 1991
| Nr. Zenith | Nr. Zagor | Titolo                   | Mese di pubblicazione | Soggetto e sceneggiatura        | Disegni                                          |
| ---------- | --------- | ------------------------ | --------------------- | ------------------------------- | ------------------------------------------------ |
| 357        | 306       | Il grande buio           | gennaio               | Marcello Toninelli              | Franco Donatelli                                 |
| 358        | 307       | Zagor allo sbaraglio     | febbraio              | Marcello Toninelli / Ade Capone | Franco Donatelli / Marco Torricelli              |
| 359        | 308       | Sinistri presagi         | marzo                 | Ade Capone                      | Marco Torricelli / Michele Pepe                  |
| 360        | 309       | La foresta allagata      | aprile                | Ade Capone                      | Marco Torricelli / Michele Pepe                  |
| 361        | 310       | I malefici di Diablar    | maggio                | Ade Capone / Moreno Burattini   | Marco Torricelli / Michele Pepe / Gallieno Ferri |
| 362        | 311       | Pericolo mortale         | giugno                | Moreno Burattini                | Gallieno Ferri                                   |
| 363        | 312       | L'orribile mutazione     | luglio                | Moreno Burattini                | Gallieno Ferri                                   |
| 364        | 313       | Le belve del Black River | agosto                | Marcello Toninelli              | Franco Donatelli                                 |
| 365        | 314       | Lotta senza quartiere    | settembre             | Marcello Toninelli              | Franco Donatelli                                 |
| 366        | 315       | I due complici           | ottobre               | Marcello Toninelli              | Franco Donatelli                                 |
| 367        | 316       | Caccia al lupo           | novembre              | Ade Capone / Marcello Toninelli | Renato Polese / Franco Donatelli                 |
| 368        | 317       | Lo spirito del fiume     | dicembre              | Marcello Toninelli              | Franco Donatelli                                 |

### 1992
| Nr. Zenith | Nr. Zagor | Titolo                  | Mese di pubblicazione | Soggetto e sceneggiatura              | Disegni                           |
| ---------- | --------- | ----------------------- | --------------------- | ------------------------------------- | --------------------------------- |
| 369        | 318       | Il segreto del capitano | gennaio               | Marcello Toninelli / Moreno Burattini | Franco Donatelli / Gallieno Ferri |
| 370        | 319       | L'abbazia del mistero   | febbraio              | Moreno Burattini                      | Gallieno Ferri                    |
| 371        | 320       | Sepolti vivi            | marzo                 | Moreno Burattini                      | Gallieno Ferri                    |
| 372        | 321       | L'albero sacro          | aprile                | Marcello Toninelli                    | Franco Donatelli                  |
| 373        | 322       | La confessione          | maggio                | Marcello Toninelli / Alessandro Russo | Franco Donatelli / Michele Pepe   |
| 374        | 323       | Il giorno del riscatto  | giugno                | Alessandro Russo                      | Michele Pepe                      |
| 375        | 324       | Il sangue dei Cheyenne  | luglio                | Alessandro Russo / Moreno Burattini   | Michele Pepe / Gallieno Ferri     |
| 376        | 325       | Il tomahawk avvelenato  | agosto                | Moreno Burattini / Ade Capone         | Gallieno Ferri / Francesco Gamba  |
| 377        | 326       | Oro maledetto           | settembre             | Ade Capone                            | Francesco Gamba                   |
| 378        | 327       | Il cimitero indiano     | ottobre               | Ade Capone                            | Francesco Gamba                   |
| 379        | 328       | Nodo scorsoio           | novembre              | Moreno Burattini                      | Gallieno Ferri                    |
| 380        | 329       | Tragedia a Silver Town  | dicembre              | Moreno Burattini                      | Gallieno Ferri / Franco Donatelli |

### 1993
| Nr. Zenith | Nr. Zagor | Titolo                  | Mese di pubblicazione | Soggetto e sceneggiatura                        | Disegni                              |
| ---------- | --------- | ----------------------- | --------------------- | ----------------------------------------------- | ------------------------------------ |
| 381        | 330       | Il traditore            | gennaio               | Moreno Burattini / Ade Capone / Renato Queirolo | Franco Donatelli / Stefano Andreucci |
| 382        | 331       | Uomini e belve          | febbraio              | Ade Capone / Renato Queirolo / Bepi Vigna       | Stefano Andreucci / Gaetano Cassaro  |
| 383        | 332       | Un patto infame         | marzo                 | Bepi Vigna / Marcello Toninelli                 | Gaetano Cassaro / Francesco Gamba    |
| 384        | 333       | Il sergente di ferro    | aprile                | Marcello Toninelli                              | Francesco Gamba                      |
| 385        | 334       | La notte del massacro   | maggio                | Marcello Toninelli / Mauro Boselli              | Francesco Gamba / Mauro Laurenti     |
| 386        | 335       | Ladro di Ombre          | giugno                | Mauro Boselli                                   | Mauro Laurenti                       |
| 387        | 336       | L'uomo con il fucile    | luglio                | Mauro Boselli / Moreno Burattini                | Mauro Laurenti / Gallieno Ferri      |
| 388        | 337       | Furore bianco           | agosto                | Moreno Burattini                                | Gallieno Ferri                       |
| 389        | 338       | Morte tra i ghiacci     | settembre             | Moreno Burattini                                | Gallieno Ferri                       |
| 390        | 339       | La diabolica invenzione | ottobre               | Moreno Burattini                                | Franco Devescovi                     |
| 391        | 340       | Dimensione allucinante  | novembre              | Moreno Burattini                                | Franco Devescovi                     |
| 392        | 341       | L'indiana bianca        | dicembre              | Moreno Burattini                                | Franco Devescovi / Gallieno Ferri    |

### 1994
| Nr. Zenith | Nr. Zagor | Titolo                  | Mese di pubblicazione | Soggetto e sceneggiatura         | Disegni                                  |
| ---------- | --------- | ----------------------- | --------------------- | -------------------------------- | ---------------------------------------- |
| 393        | 342       | I falsari               | gennaio               | Moreno Burattini                 | Gallieno Ferri                           |
| 394        | 343       | Gli invasati            | febbraio              | Moreno Burattini                 | Franco Donatelli                         |
| 395        | 344       | L'ombra dell'Alchimista | marzo                 | Moreno Burattini                 | Franco Donatelli                         |
| 396        | 345       | L'esploratore scomparso | aprile                | Mauro Boselli                    | Carlo Raffaele Marcello                  |
| 397        | 346       | Passaggio a Nord Ovest  | maggio                | Mauro Boselli                    | Carlo Raffaele Marcello                  |
| 398        | 347       | La Sfinge dell'Artico   | giugno                | Mauro Boselli                    | Carlo Raffaele Marcello                  |
| 399        | 348       | Gli ammutinati          | luglio                | Mauro Boselli                    | Carlo Raffaele Marcello / Mauro Laurenti |
| 400        | 349       | Alaska                  | agosto                | Mauro Boselli                    | Mauro Laurenti                           |
| 401        | 350       | I guerrieri del tuono   | settembre             | Mauro Boselli / Moreno Burattini | Mauro Laurenti / Gallieno Ferri          |
| 402        | 351       | I pirati del Drago      | ottobre               | Moreno Burattini                 | Gallieno Ferri                           |
| 403        | 352       | L'isola dei lebbrosi    | novembre              | Moreno Burattini                 | Gallieno Ferri                           |
| 404        | 353       | Bandidos!               | dicembre              | Mauro Boselli                    | Raffaele Della Monica                    |

### 1995
| Nr. Zenith | Nr. Zagor | Titolo                     | Mese di pubblicazione | Soggetto                         | Sceneggiatura                    | Disegni                                |
| ---------- | --------- | -------------------------- | --------------------- | -------------------------------- | -------------------------------- | -------------------------------------- |
| 405        | 354       | Sfida a Los Angeles        | gennaio               | Mauro Boselli                    | Mauro Boselli                    | Raffaele Della Monica                  |
| 406        | 355       | Conquistadores!            | febbraio              | Mauro Boselli                    | Mauro Boselli                    | Alessandro Chiarolla                   |
| 407        | 356       | Le sette città di Cibola   | marzo                 | Mauro Boselli                    | Mauro Boselli                    | Alessandro Chiarolla                   |
| 408        | 357       | Il segreto degli Anasazi   | aprile                | Mauro Boselli / Moreno Burattini | Mauro Boselli / Moreno Burattini | Alessandro Chiarolla/ Marco Torricelli |
| 409        | 358       | La strega della Sierra     | maggio                | Mauro Boselli                    | Moreno Burattini                 | Marco Torricelli                       |
| 410        | 359       | Segnali di fumo            | giugno                | Mauro Boselli / Moreno Burattini | Mauro Boselli / Moreno Burattini | Marco Torricelli / Gaetano Cassaro     |
| 411        | 360       | Sangue Apache              | luglio                | Moreno Burattini                 | Moreno Burattini                 | Gaetano Cassaro                        |
| 412        | 361       | Furia selvaggia            | agosto                | Moreno Burattini                 | Moreno Burattini                 | Gaetano Cassaro                        |
| 413        | 362       | Comancheros                | settembre             | Mauro Boselli                    | Mauro Boselli                    | Stefano Andreucci                      |
| 414        | 363       | Texas Rangers              | ottobre               | Mauro Boselli                    | Mauro Boselli                    | Stefano Andreucci                      |
| 415        | 364       | La miniera perduta         | novembre              | Mauro Boselli                    | Mauro Boselli                    | Stefano Andreucci                      |
| 416        | 365       | La locanda degli impiccati | dicembre              | Mauro Boselli                    | Mauro Boselli                    | Gallieno Ferri                         |

### 1996
| Nr. Zenith | Nr. Zagor | Titolo                      | Mese di pubblicazione | Soggetto e sceneggiatura | Disegni               |
| ---------- | --------- | --------------------------- | --------------------- | ------------------------ | --------------------- |
| 417        | 366       | Vendetta vudu               | gennaio               | Mauro Boselli            | Mauro Laurenti        |
| 418        | 367       | La laguna dei morti viventi | febbraio              | Mauro Boselli            | Mauro Laurenti        |
| 419        | 368       | Liberty Sam                 | marzo                 | Moreno Burattini         | Gallieno Ferri        |
| 420        | 369       | La nave negriera            | aprile                | Moreno Burattini         | Gallieno Ferri        |
| 421        | 370       | La paura corre sul fiume    | maggio                | Maurizio Colombo         | Raffaele Della Monica |
| 422        | 371       | Una lama nell'ombra         | giugno                | Maurizio Colombo         | Raffaele Della Monica |
| 423        | 372       | La terra dei Cherokee       | luglio                | Moreno Burattini         | Alessandro Chiarolla  |
| 424        | 373       | Falsa accusa!               | agosto                | Moreno Burattini         | Alessandro Chiarolla  |
| 425        | 374       | Il figlio perduto           | settembre             | Moreno Burattini         | Franco Donatelli      |
| 426        | 375       | La fattoria assediata       | ottobre               | Moreno Burattini         | Franco Donatelli      |
| 427        | 376       | Ombre su Darkwood           | novembre              | Mauro Boselli            | Gallieno Ferri        |
| 428        | 377       | Agente speciale             | dicembre              | Mauro Boselli            | Gallieno Ferri        |

### 1997
| Nr. Zenith | Nr. Zagor | Titolo                | Mese di pubblicazione | Soggetto e sceneggiatura | Disegni           |
| ---------- | --------- | --------------------- | --------------------- | ------------------------ | ----------------- |
| 429        | 378       | Hellingen è vivo!     | gennaio               | Mauro Boselli            | Gallieno Ferri    |
| 430        | 379       | Duello nello spazio   | febbraio              | Mauro Boselli            | Gallieno Ferri    |
| 431        | 380       | I misteri di Redstone | marzo                 | Giorgio Casanova         | Gaetano Cassaro   |
| 432        | 381       | Ossessione!           | aprile                | Giorgio Casanova         | Gaetano Cassaro   |
| 433        | 382       | L'uomo dipinto        | maggio                | Pierpaolo Pelò           | Marco Torricelli  |
| 434        | 383       | L'uccello di fuoco    | giugno                | Pierpaolo Pelò           | Marco Torricelli  |
| 435        | 384       | La ragazza selvaggia  | luglio                | Giorgio Casanova         | Massimo Pesce     |
| 436        | 385       | L'eredità Fitzmayer   | agosto                | Giorgio Casanova         | Massimo Pesce     |
| 437        | 386       | Il terrore dal mare   | settembre             | Mauro Boselli            | Stefano Andreucci |
| 438        | 387       | Cacciatore di streghe | ottobre               | Mauro Boselli            | Stefano Andreucci |
| 439        | 388       | Kraken!               | novembre              | Mauro Boselli            | Stefano Andreucci |
| 440        | 389       | Il clan delle isole   | dicembre              | Mauro Boselli            | Mauro Laurenti    |

### 1998
| Nr. Zenith | Nr. Zagor | Titolo                              | Mese di pubblicazione | Soggetto e sceneggiatura | Disegni                               |
| ---------- | --------- | ----------------------------------- | --------------------- | ------------------------ | ------------------------------------- |
| 441        | 390       | Capitan Midnight                    | gennaio               | Mauro Boselli            | Mauro Laurenti                        |
| 442        | 391       | Il ritorno di Nat Murdo             | febbraio              | Mauro Boselli            | Mauro Laurenti                        |
| 443        | 392       | Il mistero dell'Unicorno            | marzo                 | Moreno Burattini         | Alessandro Chiarolla                  |
| 444        | 393       | Groenlandia!                        | aprile                | Moreno Burattini         | Alessandro Chiarolla                  |
| 445        | 394       | Le armi fatali                      | maggio                | Moreno Burattini         | Alessandro Chiarolla / Gallieno Ferri |
| 446        | 395       | Il diabolico Mortimer               | giugno                | Moreno Burattini         | Gallieno Ferri                        |
| 447        | 396       | Colpo da maestro                    | luglio                | Moreno Burattini         | Gallieno Ferri                        |
| 448        | 397       | Vampyr                              | agosto                | Mauro Boselli            | Raffaele Della Monica                 |
| 449        | 398       | Il segreto di Frida Lang            | settembre             | Mauro Boselli            | Raffaele Della Monica                 |
| 450        | 399       | Il principe della notte             | ottobre               | Mauro Boselli            | Raffaele Della Monica                 |
| 451        | 400       | Il Ponte dell'Arcobaleno (a colori) | novembre              | Mauro Boselli            | Gallieno Ferri                        |
| 452        | 401       | Paura sull'Alta Sierra              | dicembre              | Stefano Marzorati        | Roberto D'Arcangelo                   |

### 1999
| Nr. Zenith | Nr. Zagor | Titolo                        | Mese di pubblicazione | Soggetto e sceneggiatura | Disegni                 |
| ---------- | --------- | ----------------------------- | --------------------- | ------------------------ | ----------------------- |
| 453        | 402       | Golgotha!                     | gennaio               | Stefano Marzorati        | Roberto D'Arcangelo     |
| 454        | 403       | Lampo Mortale                 | febbraio              | Maurizio Colombo         | Gaetano Cassaro         |
| 455        | 404       | Duello al tramonto            | marzo                 | Maurizio Colombo         | Gaetano Cassaro         |
| 456        | 405       | I mercenari                   | aprile                | Moreno Burattini         | Massimo Pesce           |
| 457        | 406       | I dannati della valle         | maggio                | Moreno Burattini         | Massimo Pesce           |
| 458        | 407       | La vendetta di Mortimer       | giugno                | Moreno Burattini         | Gallieno Ferri          |
| 459        | 408       | Scacco matto                  | luglio                | Moreno Burattini         | Gallieno Ferri          |
| 460        | 409       | Gli sterminatori              | agosto                | Maurizio Colombo         | Maurizio Dotti          |
| 461        | 410       | Una pallottola per Kelso      | settembre             | Maurizio Colombo         | Maurizio Dotti          |
| 462        | 411       | Fratelli di sangue            | ottobre               | Mauro Boselli            | Carlo Raffaele Marcello |
| 463        | 412       | Territorio Comanche           | novembre              | Mauro Boselli            | Carlo Raffaele Marcello |
| 464        | 413       | Sotto la bandiera del Messico | dicembre              | Mauro Boselli            | Carlo Raffaele Marcello |

### 2000
| Nr. Zenith | Nr. Zagor | Titolo                      | Mese di pubblicazione | Soggetto e sceneggiatura | Disegni                            |
| ---------- | --------- | --------------------------- | --------------------- | ------------------------ | ---------------------------------- |
| 465        | 414       | Sfida sui monti Wichita     | gennaio               | Mauro Boselli            | Carlo Raffaele Marcello            |
| 466        | 415       | Fuga per la libertà         | febbraio              | Moreno Burattini         | Michele Pepe                       |
| 467        | 416       | Catene!                     | marzo                 | Moreno Burattini         | Michele Pepe                       |
| 468        | 417       | Il tesoro di Jean Lafitte   | aprile                | Moreno Burattini         | Alessandro Chiarolla               |
| 469        | 418       | I pirati del Golfo          | maggio                | Moreno Burattini         | Alessandro Chiarolla               |
| 470        | 419       | Destinazione Africa!        | giugno                | Moreno Burattini         | Alessandro Chiarolla               |
| 471        | 420       | Il ritorno di Cain          | luglio                | Mauro Boselli            | Stefano Andreucci                  |
| 472        | 421       | Atlantis                    | agosto                | Mauro Boselli            | Stefano Andreucci                  |
| 473        | 422       | La fortezza nascosta        | settembre             | Mauro Boselli            | Stefano Andreucci / Mauro Laurenti |
| 474        | 423       | La regina della città morta | ottobre               | Mauro Boselli            | Mauro Laurenti                     |
| 475        | 424       | L'impero di Songhay         | novembre              | Mauro Boselli            | Mauro Laurenti                     |
| 476        | 425       | La terra della libertà      | dicembre              | Moreno Burattini         | Gallieno Ferri                     |

### 2001
| Nr. Zenith | Nr. Zagor | Titolo                    | Mese di pubblicazione | Soggetto e sceneggiatura | Disegni                                    |
| ---------- | --------- | ------------------------- | --------------------- | ------------------------ | ------------------------------------------ |
| 477        | 426       | Le guerriere della savana | gennaio               | Moreno Burattini         | Gallieno Ferri                             |
| 478        | 427       | Veracruz                  | febbraio              | Mauro Boselli            | Massimo Pesce                              |
| 479        | 428       | Plotone d'esecuzione      | marzo                 | Mauro Boselli            | Massimo Pesce                              |
| 480        | 429       | La nave nera              | aprile                | Mauro Boselli            | Raffaele Della Monica                      |
| 481        | 430       | La dea della Luna         | maggio                | Mauro Boselli            | Raffaele Della Monica                      |
| 482        | 431       | Il ritorno di Kandrax     | giugno                | Mauro Boselli            | Gallieno Ferri                             |
| 483        | 432       | Sacrificio di sangue      | luglio                | Mauro Boselli            | Gallieno Ferri                             |
| 484        | 433       | Gli eroi del Ramo Rosso   | agosto                | Mauro Boselli            | Gallieno Ferri / Marco Torricelli          |
| 485        | 434       | L'isola delle ombre       | settembre             | Mauro Boselli            | Marco Torricelli / Carlo Raffaele Marcello |
| 486        | 435       | Guerra eterna             | ottobre               | Mauro Boselli            | Carlo Raffaele Marcello                    |
| 487        | 436       | Il libro del demonio      | novembre              | Moreno Burattini         | Gaetano Cassaro                            |
| 488        | 437       | Le chiavi dell'inferno    | dicembre              | Moreno Burattini         | Gaetano Cassaro                            |

### 2002
| Nr. Zenith | Nr. Zagor | Titolo                  | Mese di pubblicazione | Soggetto                            | Sceneggiatura    | Disegni               |
| ---------- | --------- | ----------------------- | --------------------- | ----------------------------------- | ---------------- | --------------------- |
| 489        | 438       | Delaware!               | gennaio               | Jacopo Rauch                        | Jacopo Rauch     | Roberto D'Arcangelo   |
| 490        | 439       | L'oro dei fratelli Ward | febbraio              | Jacopo Rauch                        | Jacopo Rauch     | Roberto D'Arcangelo   |
| 491        | 440       | Il seme della violenza  | marzo                 | Moreno Burattini                    | Moreno Burattini | Marco Torricelli      |
| 492        | 441       | L'ultima freccia        | aprile                | Moreno Burattini                    | Moreno Burattini | Marco Torricelli      |
| 493        | 442       | I naufragatori          | maggio                | Jacopo Rauch                        | Jacopo Rauch     | Alessandro Chiarolla  |
| 494        | 443       | La casa sulla scogliera | giugno                | Jacopo Rauch                        | Jacopo Rauch     | Alessandro Chiarolla  |
| 495        | 444       | Thugs!                  | luglio                | Moreno Burattini / Stefano Priarone | Moreno Burattini | Raffaele Della Monica |
| 496        | 445       | Il passato di Ramath    | agosto                | Moreno Burattini / Stefano Priarone | Moreno Burattini | Raffaele Della Monica |
| 497        | 446       | L'amuleto di giada      | settembre             | Moreno Burattini / Stefano Priarone | Moreno Burattini | Raffaele Della Monica |
| 498        | 447       | La sorgente misteriosa  | ottobre               | Moreno Burattini                    | Moreno Burattini | Alessandro Chiarolla  |
| 499        | 448       | Il popolo del lago      | novembre              | Moreno Burattini                    | Moreno Burattini | Alessandro Chiarolla  |
| 500        | 449       | Il Sudario Verde        | dicembre              | Alessandro Russo                    | Alessandro Russo | Gallieno Ferri        |

### 2003
| Nr. Zenith | Nr. Zagor | Titolo                    | Mese di pubblicazione | Soggetto e sceneggiatura | Disegni                           |
| ---------- | --------- | ------------------------- | --------------------- | ------------------------ | --------------------------------- |
| 501        | 450       | Orrore nel buio           | gennaio               | Alessandro Russo         | Gallieno Ferri                    |
| 502        | 451       | La scorta Mohawk          | febbraio              | Luigi Mignacco           | Massimo Pesce                     |
| 503        | 452       | Il labirinto del diavolo  | marzo                 | Luigi Mignacco           | Massimo Pesce                     |
| 504        | 453       | Insetti assassini         | aprile                | Moreno Burattini         | Gaetano Cassaro                   |
| 505        | 454       | La macchina della morte   | maggio                | Moreno Burattini         | Gaetano Cassaro                   |
| 506        | 455       | L'avamposto dei trappers  | giugno                | Ottavio De Angelis       | Raffaele Della Monica             |
| 507        | 456       | La maschera sul volto     | luglio                | Ottavio De Angelis       | Raffaele Della Monica             |
| 508        | 457       | Il fuoco dal cielo        | agosto                | Moreno Burattini         | Alessandro Chiarolla              |
| 509        | 458       | Minaccia aliena           | settembre             | Moreno Burattini         | Alessandro Chiarolla              |
| 510        | 459       | La trama del ragno        | ottobre               | Moreno Burattini         | Marco Verni                       |
| 511        | 460       | Il ritorno di Mortimer    | novembre              | Moreno Burattini         | Marco Verni                       |
| 512        | 461       | Zagor contro il Tessitore | dicembre              | Moreno Burattini         | Marco Verni / Roberto D'Arcangelo |

### 2004
| Nr. Zenith | Nr. Zagor | Titolo                   | Mese di pubblicazione | Soggetto         | Sceneggiatura    | Disegni                   |
| ---------- | --------- | ------------------------ | --------------------- | ---------------- | ---------------- | ------------------------- |
| 513        | 462       | Giustizia sommaria       | gennaio               | Moreno Burattini | Moreno Burattini | Roberto D'Arcangelo       |
| 514        | 463       | Neve rossa               | febbraio              | Diego Paolucci   | Moreno Burattini | Gianni Sedioli            |
| 515        | 464       | La valanga               | marzo                 | Diego Paolucci   | Moreno Burattini | Gianni Sedioli            |
| 516        | 465       | La palude dei forzati    | aprile                | Moreno Burattini | Moreno Burattini | Mauro Laurenti            |
| 517        | 466       | Tragica fuga             | maggio                | Moreno Burattini | Moreno Burattini | Mauro Laurenti            |
| 518        | 467       | Acque del Sud            | giugno                | Moreno Burattini | Moreno Burattini | Mauro Laurenti            |
| 519        | 468       | L'isola dei serpenti     | luglio                | Moreno Burattini | Moreno Burattini | Mauro Laurenti            |
| 520        | 469       | Il segreto dei Sumeri    | agosto                | Mauro Boselli    | Mauro Boselli    | Gaetano e Gaspare Cassaro |
| 521        | 470       | Terrore al museo         | settembre             | Mauro Boselli    | Mauro Boselli    | Gaetano e Gaspare Cassaro |
| 522        | 471       | Tranelli e veleni        | ottobre               | Mauro Boselli    | Mauro Boselli    | Gaetano e Gaspare Cassaro |
| 523        | 472       | Il villaggio del mistero | novembre              | Moreno Burattini | Moreno Burattini | Marco Torricelli          |
| 524        | 473       | Oscure presenze          | dicembre              | Moreno Burattini | Moreno Burattini | Marco Torricelli          |

### 2005
| Nr. Zenith | Nr. Zagor | Titolo                            | Mese di pubblicazione | Soggetto e sceneggiatura | Disegni               |
| ---------- | --------- | --------------------------------- | --------------------- | ------------------------ | --------------------- |
| 525        | 474       | I bassifondi di New Orleans       | gennaio               | Moreno Burattini         | Gallieno Ferri        |
| 526        | 475       | Sulla pista del nemico            | febbraio              | Moreno Burattini         | Gallieno Ferri        |
| 527        | 476       | Nella giungla dello Yucatan       | marzo                 | Moreno Burattini         | Gallieno Ferri        |
| 528        | 477       | La città nella palude             | aprile                | Moreno Burattini         | Galleno Ferri         |
| 529        | 478       | Piramide di sangue                | maggio                | Moreno Burattini         | Gallieno Ferri        |
| 530        | 479       | Ultima Thule                      | giugno                | Mauro Boselli            | Raffaele Della Monica |
| 531        | 480       | Discesa nel Maelström             | luglio                | Mauro Boselli            | Raffaele Della Monica |
| 532        | 481       | I fuorilegge della Valle Nascosta | agosto                | Mauro Boselli            | Raffaele Della Monica |
| 533        | 482       | Il trono degli dei                | settembre             | Mauro Boselli            | Raffaele Della Monica |
| 534        | 483       | Un lord a Darkwood                | ottobre               | Luigi Mignacco           | Alessandro Chiarolla  |
| 535        | 484       | Gente di frontiera                | novembre              | Luigi Mignacco           | Alessandro Chiarolla  |
| 536        | 485       | L'uomo venuto dall'Oriente        | dicembre              | Moreno Burattini         | Massimo Pesce         |

### 2006
| Nr. Zenith | Nr. Zagor | Titolo                   | Mese di pubblicazione | Soggetto e sceneggiatura | Disegni               |
| ---------- | --------- | ------------------------ | --------------------- | ------------------------ | --------------------- |
| 537        | 486       | Il cuore e la spada      | gennaio               | Moreno Burattini         | Massimo Pesce         |
| 538        | 487       | Il tempo della vendetta  | febbraio              | Moreno Burattini         | Massimo Pesce         |
| 539        | 488       | Là dove scorre il fiume  | marzo                 | Luigi Mignacco           | Marcello Mangiantini  |
| 540        | 489       | I trappers di Fort Arrow | aprile                | Luigi Mignacco           | Marcello Mangiantini  |
| 541        | 490       | Huron!                   | maggio                | Mauro Boselli            | Alessandro Piccinelli |
| 542        | 491       | La banda del Guercio     | giugno                | Mauro Boselli            | Alessandro Piccinelli |
| 543        | 492       | La carica dei Mohaves    | luglio                | Mauro Boselli            | Alessandro Piccinelli |
| 544        | 493       | Mississippi              | agosto                | Mauro Boselli            | Alessandro Piccinelli |
| 545        | 494       | Il vagone blindato       | settembre             | Jacopo Rauch             | Gianni Sedioli        |
| 546        | 495       | I rapinatori             | ottobre               | Jacopo Rauch             | Gianni Sedioli        |
| 547        | 496       | Il ritorno del mutante   | novembre              | Moreno Burattini         | Marco Verni           |
| 548        | 497       | Scorta militare          | dicembre              | Moreno Burattini         | Marco Verni           |

### 2007
| Nr. Zenith | Nr. Zagor | Titolo                     | Mese di pubblicazione | Soggetto e sceneggiatura | Disegni        |
| ---------- | --------- | -------------------------- | --------------------- | ------------------------ | -------------- |
| 549        | 498       | Trappola di fuoco          | gennaio               | Moreno Burattini         | Marco Verni    |
| 550        | 499       | L'uomo dai due cervelli    | febbraio              | Moreno Burattini         | Marco Verni    |
| 551        | 500       | Magia indiana (a colori)   | marzo                 | Moreno Burattini         | Gallieno Ferri |
| 552        | 501       | La valle misteriosa        | aprile                | Ade Capone               | Gallieno Ferri |
| 553        | 502       | Il regno del terrore       | maggio                | Ade Capone               | Gallieno Ferri |
| 554        | 503       | La foresta morta           | giugno                | Ade Capone               | Gallieno Ferri |
| 555        | 504       | I guerrieri della notte    | luglio                | Diego Cajelli            | Mauro Laurenti |
| 556        | 505       | Il segreto del talismano   | agosto                | Diego Cajelli            | Mauro Laurenti |
| 557        | 506       | Gli indiani della prateria | settembre             | Moreno Burattini         | Michele Rubini |
| 558        | 507       | Terre inesplorate          | ottobre               | Moreno Burattini         | Michele Rubini |
| 559        | 508       | La morte sospesa           | novembre              | Moreno Burattini         | Michele Rubini |
| 560        | 509       | Il gigante di pietra       | dicembre              | Moreno Burattini         | Michele Rubini |

### 2008
| Nr. Zenith | Nr. Zagor | Titolo                   | Mese di pubblicazione | Soggetto e sceneggiatura      | Disegni                      |
| ---------- | --------- | ------------------------ | --------------------- | ----------------------------- | ---------------------------- |
| 561        | 510       | I lupi del fiume         | gennaio               | Diego Cajelli                 | Paolo Bisi                   |
| 562        | 511       | Il prezzo del tradimento | febbraio              | Diego Cajelli                 | Paolo Bisi                   |
| 563        | 512       | L'orda infernale         | marzo                 | Luigi Mignacco                | Gianni Sedioli               |
| 564        | 513       | Sull'orlo del vulcano    | aprile                | Luigi Mignacco                | Gianni Sedioli               |
| 565        | 514       | Sangue Mohawk            | maggio                | Moreno Burattini              | Alessandro Chiarolla         |
| 566        | 515       | La miniera abbandonata   | giugno                | Moreno Burattini              | Alessandro Chiarolla         |
| 567        | 516       | Senza pietà              | luglio                | Moreno Burattini              | Alessandro Chiarolla         |
| 568        | 517       | Hawak il crudele         | agosto                | Moreno Burattini              | Esposito Bros.               |
| 569        | 518       | Fino all'ultimo respiro  | settembre             | Moreno Burattini              | Esposito Bros                |
| 570        | 519       | Il segno del male        | ottobre               | Ade Capone                    | Gallieno Ferri               |
| 571        | 520       | Il Signore delle Tenebre | novembre              | Ade Capone                    | Gallieno Ferri               |
| 572        | 521       | Pleasant Point           | dicembre              | Ade Capone / Moreno Burattini | Gallieno Ferri / Marco Verni |

### 2009
| Nr. Zenith | Nr. Zagor | Titolo                         | Mese di pubblicazione | Soggetto e sceneggiatura          | Disegni                                     |
| ---------- | --------- | ------------------------------ | --------------------- | --------------------------------- | ------------------------------------------- |
| 573        | 522       | Tropico del Cancro             | gennaio               | Moreno Burattini                  | Marco Verni                                 |
| 574        | 523       | Zagor contro Mortimer          | febbraio              | Moreno Burattini                  | Marco Verni                                 |
| 575        | 524       | La grotta dei bucanieri        | marzo                 | Moreno Burattini                  | Marco Verni                                 |
| 576        | 525       | Le nere ali della notte        | aprile                | Jacopo Rauch                      | Raffaele Della Monica                       |
| 577        | 526       | Ylenia, la vampira             | maggio                | Jacopo Rauch                      | Raffaele Della Monica                       |
| 578        | 527       | I contrabbandieri della laguna | giugno                | Jacopo Rauch                      | Raffaele Della Monica                       |
| 579        | 528       | Un capestro per Gambit         | luglio                | Moreno Burattini                  | Giuseppe Prisco                             |
| 580        | 529       | Cowboys                        | agosto                | Moreno Burattini                  | Giuseppe Prisco                             |
| 581        | 530       | Fermate il boia!               | settembre             | Moreno Burattini / Luigi Mignacco | Giuseppe Prisco / Gaetano e Gaspare Cassaro |
| 582        | 531       | Terra selvaggia                | ottobre               | Luigi Mignacco                    | Gaetano e Gaspare Cassaro                   |
| 583        | 532       | Dove volano gli avvoltoi       | novembre              | Luigi Mignacco / Moreno Burattini | Gaetano e Gaspare Cassaro / Gallieno Ferri  |
| 584        | 533       | Ombre nella foresta            | dicembre              | Moreno Burattini                  | Gallieno Ferri                              |

### 2010
| Nr. Zenith | Nr. Zagor | Titolo                     | Mese di pubblicazione | Soggetto e sceneggiatura | Disegni                        |
| ---------- | --------- | -------------------------- | --------------------- | ------------------------ | ------------------------------ |
| 585        | 534       | Plenilunio                 | gennaio               | Moreno Burattini         | Joevito Nuccio                 |
| 586        | 535       | Buio rosso sangue          | febbraio              | Moreno Burattini         | Joevito Nuccio                 |
| 587        | 536       | Uomini e lupi              | marzo                 | Moreno Burattini         | Joevito Nuccio / Esposito Bros |
| 588        | 537       | Alla ricerca di Zagor      | aprile                | Moreno Burattini         | Esposito Bros                  |
| 589        | 538       | Il morso del serpente      | maggio                | Luigi Mignacco           | Marcello Mangiantini           |
| 590        | 539       | Sfida mortale              | giugno                | Luigi Mignacco           | Marcello Mangiantini           |
| 591        | 540       | Il ritorno di Digging Bill | luglio                | Moreno Burattini         | Marco Verni                    |
| 592        | 541       | Ombre gialle               | agosto                | Moreno Burattini         | Marco Verni                    |
| 593        | 542       | Lo specchio nero           | settembre             | Moreno Burattini         | Marco Verni                    |
| 594        | 543       | L'orrore sepolto           | ottobre               | Jacopo Rauch             | Mauro Laurenti                 |
| 595        | 544       | Le montagne del terrore    | novembre              | Jacopo Rauch             | Mauro Laurenti                 |
| 596        | 545       | Uomini senza legge         | dicembre              | Jacopo Rauch             | Raffaele Della Monica          |

### 2011
| Nr. Zenith | Nr. Zagor | Titolo                          | Mese di pubblicazione | Soggetto                       | Sceneggiatura                  | Disegni                               |
| ---------- | --------- | ------------------------------- | --------------------- | ------------------------------ | ------------------------------ | ------------------------------------- |
| 597        | 546       | Il villaggio della follia       | gennaio               | Jacopo Rauch                   | Jacopo Rauch                   | Raffaele Della Monica                 |
| 598        | 547       | Il grande torneo                | febbraio              | Diego Paolucci                 | Diego Paolucci                 | Alessandro Chiarolla                  |
| 599        | 548       | L'ultimo combattimento          | marzo                 | Diego Paolucci                 | Diego Paolucci                 | Alessandro Chiarolla                  |
| 600        | 549       | A volte ritornano               | aprile                | Moreno Burattini               | Moreno Burattini               | Massimo Pesce                         |
| 601        | 550       | La progenie del male            | maggio                | Moreno Burattini               | Moreno Burattini               | Massimo Pesce                         |
| 602        | 551       | Lo scrigno di Manito (a colori) | giugno                | Moreno Burattini               | Moreno Burattini               | Gallieno Ferri                        |
| 603        | 552       | Lo scettro di Tin-Hinan         | luglio                | Mauro Boselli                  | Mauro Boselli                  | Michele Rubini                        |
| 604        | 553       | I negromanti di Kush            | agosto                | Mauro Boselli                  | Mauro Boselli                  | Michele Rubini                        |
| 605        | 554       | Il dio della polvere            | settembre             | Mauro Boselli                  | Mauro Boselli                  | Michele Rubini                        |
| 606        | 555       | Duello sull'oceano              | ottobre               | Mauro Boselli                  | Mauro Boselli                  | Michele Rubini                        |
| 607        | 556       | Alligator Bayou                 | novembre              | Mauro Boselli / Diego Paolucci | Mauro Boselli / Mirko Perniola | Michele Rubini / Marcello Mangiantini |
| 608        | 557       | Nel regno dei Cajun             | dicembre              | Diego Paolucci                 | Mirko Perniola                 | Marcello Mangiantini                  |

### 2012
| Nr. Zenith | Nr. Zagor | Titolo                       | Mese di pubblicazione | Soggetto                          | Sceneggiatura                     | Disegni                                            |
| ---------- | --------- | ---------------------------- | --------------------- | --------------------------------- | --------------------------------- | -------------------------------------------------- |
| 609        | 558       | Notte senza fine             | gennaio               | Diego Paolucci                    | Mirko Perniola                    | Marcello Mangiantini                               |
| 610        | 559       | Rotta verso Panama           | febbraio              | Diego Paolucci / Jacopo Rauch     | Mirko Perniola e Jacopo Rauch     | Marcello Mangiantini / Domenico e Stefano Di Vitto |
| 611        | 560       | La via dell'oro              | marzo                 | Jacopo Rauch                      | Jacopo Rauch                      | Domenico e Stefano Di Vitto                        |
| 612        | 561       | Pacifico!                    | aprile                | Jacopo Rauch                      | Jacopo Rauch                      | Domenico e Stefano Di Vitto                        |
| 613        | 562       | La mummia delle Ande         | maggio                | Jacopo Rauch / Moreno Burattini   | Jacopo Rauch / Moreno Burattini   | Domenico e Stefano Di Vitto / Giuseppe Prisco      |
| 614        | 563       | Sulle tracce di Dexter Green | giugno                | Moreno Burattini                  | Moreno Burattini                  | Giuseppe Prisco                                    |
| 615        | 564       | Cuzco                        | luglio                | Moreno Burattini                  | Moreno Burattini                  | Giuseppe Prisco                                    |
| 616        | 565       | La città sulla Cordigliera   | agosto                | Moreno Burattini / Luigi Mignacco | Moreno Burattini / Luigi Mignacco | Giuseppe Prisco / Gallieno Ferri                   |
| 617        | 566       | Labirinto verde              | settembre             | Luigi Mignacco                    | Luigi Mignacco                    | Gallieno Ferri                                     |
| 618        | 567       | Sulle rive del grande fiume  | ottobre               | Luigi Mignacco / Moreno Burattini | Luigi Mignacco / Moreno Burattini | Gallieno Ferri / Mauro Laurenti                    |
| 619        | 568       | Le donne guerriere           | novembre              | Moreno Burattini                  | Moreno Burattini                  | Mauro Laurenti                                     |
| 620        | 569       | Piranhas!                    | dicembre              | Moreno Burattini                  | Moreno Burattini                  | Mauro Laurenti                                     |

### 2013
| Nr. Zenith | Nr. Zagor | Titolo                      | Mese di pubblicazione | Soggetto                          | Sceneggiatura                     | Disegni                                       |
| ---------- | --------- | --------------------------- | --------------------- | --------------------------------- | --------------------------------- | --------------------------------------------- |
| 621        | 570       | Sangue su Bahia             | gennaio               | Moreno Burattini / Luigi Mignacco | Moreno Burattini / Luigi Mignacco | Mauro Laurenti / Raffaele Della Monica        |
| 622        | 571       | Vento ribelle               | febbraio              | Luigi Mignacco                    | Luigi Mignacco                    | Raffaele Della Monica                         |
| 623        | 572       | L'armata dei folli          | marzo                 | Luigi Mignacco                    | Luigi Mignacco                    | Raffaele Della Monica                         |
| 624        | 573       | Sertão                      | aprile                | Mauro Boselli                     | Mauro Boselli                     | Paolo Bisi                                    |
| 625        | 574       | La riscossa dei cangaceiros | maggio                | Mauro Boselli                     | Mauro Boselli                     | Paolo Bisi                                    |
| 626        | 575       | Il mondo perduto            | giugno                | Mauro Boselli                     | Mauro Boselli                     | Michele Rubini                                |
| 627        | 576       | Scontro di titani           | luglio                | Mauro Boselli                     | Mauro Boselli                     | Michele Rubini                                |
| 628        | 577       | Il ponte sull'abisso        | agosto                | Mauro Boselli / Moreno Burattini  | Mauro Boselli / Moreno Burattini  | Michele Rubini / Gianni Sedioli e Marco Verni |
| 629        | 578       | La profezia                 | settembre             | Moreno Burattini                  | Moreno Burattini                  | Gianni Sedioli e Marco Verni                  |
| 630        | 579       | Il giorno del giudizio      | ottobre               | Moreno Burattini                  | Moreno Burattini                  | Gianni Sedioli e Marco Verni                  |
| 631        | 580       | Sotto il cielo del Sud      | novembre              | Moreno Burattini / Luigi Mignacco | Moreno Burattini / Luigi MIgnacco | Gianni Sedioli e Marco Verni / Gianni Sedioli |
| 632        | 581       | La foresta di pietra        | dicembre              | Luigi Mignacco                    | Luigi Mignacco                    | Gianni Sedioli                                |

### 2014
| Nr. Zenith | Nr. Zagor | Titolo                         | Mese di pubblicazione | Soggetto                                                | Sceneggiatura                                           | Disegni                      |
| ---------- | --------- | ------------------------------ | --------------------- | ------------------------------------------------------- | ------------------------------------------------------- | ---------------------------- |
| 633        | 582       | L'ora del destino              | gennaio               | Luigi Mignacco                                          | Luigi Mignacco                                          | Gianni Sedioli               |
| 634        | 583       | Terra del Fuoco                | febbraio              | Moreno Burattini                                        | Moreno Burattini                                        | Giuseppe Prisco              |
| 635        | 584       | Oltre i confini del mondo      | marzo                 | Moreno Burattini                                        | Moreno Burattini                                        | Giuseppe Prisco              |
| 636        | 585       | Lotta per la vita              | aprile                | Moreno Burattini                                        | Moreno Burattini                                        | Giuseppe Prisco              |
| 637        | 586       | Antartica                      | maggio                | Mauro Boselli                                           | Mauro Boselli                                           | Raffaele Della Monica        |
| 638        | 587       | Le montagne di ghiaccio        | giugno                | Mauro Boselli                                           | Mauro Boselli                                           | Raffaele Della Monica        |
| 639        | 588       | La chiave della conoscenza     | luglio                | Mauro Boselli                                           | Mauro Boselli                                           | Raffaele Della Monica        |
| 640        | 589       | Il signore dell'isola          | agosto                | Maurizio Colombo e Giorgio Giusfredi                    | Maurizio Colombo e Giorgio Giusfredi                    | Gallieno Ferri               |
| 641        | 590       | Tornando a casa                | settembre             | Maurizio Colombo e Giorgio Giusfredi / Moreno Burattini | Maurizio Colombo e Giorgio Giusfredi / Moreno Burattini | Gallieno Ferri / Marco Verni |
| 642        | 591       | Vendetta trasversale           | ottobre               | Moreno Burattini                                        | Moreno Burattini                                        | Marco Verni                  |
| 643        | 592       | L'incendio della “Golden Baby” | novembre              | Moreno Burattini                                        | Moreno Burattini                                        | Marco Verni                  |
| 644        | 593       | Mortimer: ultimo atto          | dicembre              | Moreno Burattini                                        | Moreno Burattini                                        | Marco Verni                  |

### 2015
| Nr. Zenith | Nr. Zagor | Titolo                              | Mese di pubblicazione | Soggetto                        | Sceneggiatura                   | Disegni                                       |
| ---------- | --------- | ----------------------------------- | --------------------- | ------------------------------- | ------------------------------- | --------------------------------------------- |
| 645        | 594       | La rivolta                          | gennaio               | Samuel Marolla                  | Samuel Marolla                  | Paolo Bisi                                    |
| 646        | 595       | Hellgate brucia!                    | febbraio              | Samuel Marolla                  | Samuel Marolla                  | Paolo Bisi                                    |
| 647        | 596       | Corsa disperata                     | marzo                 | Moreno Burattini                | Moreno Burattini                | Joevito Nuccio                                |
| 648        | 597       | Lo zoo di Kaufman                   | aprile                | Moreno Burattini                | Moreno Burattini                | Joevito Nuccio                                |
| 649        | 598       | La fortezza sulla scogliera         | maggio                | Moreno Burattini / Jacopo Rauch | Moreno Burattini / Jacopo Rauch | Joevito Nuccio / Massimo Pesce                |
| 650        | 599       | Tamburi nella notte                 | giugno                | Jacopo Rauch                    | Jacopo Rauch                    | Massimo Pesce                                 |
| 651        | 600       | Il giorno dell'invasione (a colori) | luglio                | Jacopo Rauch                    | Jacopo Rauch                    | Gallieno Ferri                                |
| 652        | 601       | L'eredità di Hellingen              | agosto                | Moreno Burattini                | Moreno Burattini                | Gallieno Ferri                                |
| 653        | 602       | Resurrezione!                       | settembre             | Moreno Burattini                | Moreno Burattini                | Gallieno Ferri / Gianni Sedioli e Marco Verni |
| 654        | 603       | Nei sotterranei di Altrove          | ottobre               | Moreno Burattini                | Moreno Burattini                | Gianni Sedioli e Marco Verni                  |
| 655        | 604       | Mad doctor                          | novembre              | Moreno Burattini                | Moreno Burattini                | Gianni Sedioli e Marco Verni                  |
| 656        | 605       | Finale di partita                   | dicembre              | Moreno Burattini                | Moreno Burattini                | Gianni Sedioli e Marco Verni/Fabrizio Russo   |

### 2016
| Nr. Zenith | Nr. Zagor | Titolo                            | Mese di pubblicazione | Soggetto                      | Sceneggiatura                 | Disegni                        |
| ---------- | --------- | --------------------------------- | --------------------- | ----------------------------- | ----------------------------- | ------------------------------ |
| 657        | 606       | Il mostro di Philadelphia         | gennaio               | Moreno Burattini              | Moreno Burattini              | Fabrizio Russo                 |
| 658        | 607       | Il ritorno dei Lupi Neri          | febbraio              | Ade Capone                    | Ade Capone                    | Paolo Bisi                     |
| 659        | 608       | L'ombra del faraone               | marzo                 | Ade Capone / Moreno Burattini | Ade Capone / Moreno Burattini | Paolo Bisi / Marco Torricelli  |
| 660        | 609       | Il tesoro della piramide          | aprile                | Moreno Burattini              | Moreno Burattini              | Marco Torricelli               |
| 661        | 610       | Prigionieri nel deserto           | maggio                | Moreno Burattini              | Moreno Burattini              | Marco Torricelli               |
| 662        | 611       | I dominatori                      | giugno                | Antonio Zamberletti           | Antonio Zamberletti           | Alessandro Chiarolla           |
| 663        | 612       | Fiamme su Merrywell               | luglio                | Antonio Zamberletti           | Antonio Zamberletti           | Alessandro Chiarolla           |
| 664        | 613       | Non umani                         | agosto                | Moreno Burattini              | Moreno Burattini              | Emanuele Barison               |
| 665        | 614       | Gli assassini venuti dallo spazio | settembre             | Moreno Burattini              | Moreno Burattini              | Emanuele Barison               |
| 666        | 615       | Zenith 666 (a colori)             | ottobre               | Luigi Mignacco                | Luigi Mignacco                | Luigi Piccatto e Renato Riccio |
| 667        | 616       | Vampiri                           | novembre              | Jacopo Rauch                  | Jacopo Rauch                  | Raffaele Della Monica          |
| 668        | 617       | In cerca di Rakosi                | dicembre              | Jacopo Rauch                  | Jacopo Rauch                  | Raffaele Della Monica          |

### 2017
| Nr. Zenith | Nr. Zagor | Titolo                  | Mese di pubblicazione | Soggetto         | Sceneggiatura    | Disegni               |
| ---------- | --------- | ----------------------- | --------------------- | ---------------- | ---------------- | --------------------- |
| 669        | 618       | Gli ussari della morte  | gennaio               | Jacopo Rauch     | Jacopo Rauch     | Raffaele Della Monica |
| 670        | 619       | Terranova!              | febbraio              | Moreno Burattini | Moreno Burattini | Roberto Piere         |
| 671        | 620       | Tra i ghiacci del Nord  | marzo                 | Moreno Burattini | Moreno Burattini | Roberto Piere         |
| 672        | 621       | Il grido della Banshee  | aprile                | Moreno Burattini | Moreno Burattini | Giuliano Piccininno   |
| 673        | 622       | L'Araldo di Cromm       | maggio                | Moreno Burattini | Moreno Burattini | Giuliano Piccininno   |
| 674        | 623       | Il ritorno del samurai  | giugno                | Jacopo Rauch     | Jacopo Rauch     | Massimo Pesce         |
| 675        | 624       | L'agguato dei ninja     | luglio                | Jacopo Rauch     | Jacopo Rauch     | Massimo Pesce         |
| 676        | 625       | Sole rosso              | agosto                | Jacopo Rauch     | Jacopo Rauch     | Massimo Pesce         |
| 677        | 626       | Tentacoli!              | settembre             | Moreno Burattini | Moreno Burattini | Marco Verni           |
| 678        | 627       | Saddle Town             | ottobre               | Moreno Burattini | Moreno Burattini | Marco Verni           |
| 679        | 628       | La vendetta di Smirnoff | novembre              | Luigi Mignacco   | Luigi Mignacco   | Walter Venturi        |
| 680        | 629       | Guerra di spie          | dicembre              | Luigi Mignacco   | Luigi Mignacco   | Walter Venturi        |

### 2018
| Nr. Zenith | Nr. Zagor | Titolo                      | Mese di pubblicazione | Soggetto                               | Sceneggiatura                          | Disegni                              |
| ---------- | --------- | --------------------------- | --------------------- | -------------------------------------- | -------------------------------------- | ------------------------------------ |
| 681        | 630       | Uccidete lord Malcolm!      | gennaio               | Luigi Mignacco                         | Luigi Mignacco                         | Walter Venturi                       |
| 682        | 631       | Il ritorno di Blondie       | febbraio              | Antonio Zamberletti                    | Antonio Zamberletti                    | Mauro Laurenti                       |
| 683        | 632       | La banda degli spietati     | marzo                 | Antonio Zamberletti                    | Antonio Zamberletti                    | Mauro Laurenti                       |
| 684        | 633       | Il passato di Isabel        | aprile                | Antonio Zamberletti                    | Antonio Zamberletti                    | Mauro Laurenti                       |
| 685        | 634       | Furia cieca                 | maggio                | Moreno Burattini                       | Moreno Burattini                       | Esposito Bros.                       |
| 686        | 635       | La roccia che brucia        | giugno                | Moreno Burattini                       | Moreno Burattini                       | Esposito Bros.                       |
| 687        | 636       | La follia di Thunderman     | luglio                | Moreno Burattini / Antonio Zamberletti | Moreno Burattini / Antonio Zamberletti | Esposito Bros./ Marcello Mangiantini |
| 688        | 637       | I vigilantes                | agosto                | Antonio Zamberletti                    | Antonio Zamberletti e Moreno Burattini | Marcello Mangiantini                 |
| 689        | 638       | Ombre sulla "Golden Baby"   | settembre             | Jacopo Rauch                           | Jacopo Rauch                           | Gianni Sedioli e Marco Verni         |
| 690        | 639       | Gli Uomini Serpente         | ottobre               | Jacopo Rauch                           | Jacopo Rauch                           | Gianni Sedioli e Marco Verni         |
| 691        | 640       | Il tempio delle mille morti | novembre              | Jacopo Rauch                           | Jacopo Rauch                           | Gianni Sedioli e Marco Verni         |
| 692        | 641       | Lacrime nere                | dicembre              | Luigi Mignacco                         | Luigi Mignacco                         | Gaspare e Gaetano Cassaro            |

### 2019
| Nr. Zenith | Nr. Zagor | Titolo                    | Mese di pubblicazione | Soggetto         | Sceneggiatura    | Disegni                      |
| ---------- | --------- | ------------------------- | --------------------- | ---------------- | ---------------- | ---------------------------- |
| 693        | 642       | Monument Valley           | gennaio               | Moreno Burattini | Moreno Burattini | Bane Kerac                   |
| 694        | 643       | Spedizione nel deserto    | febbraio              | Moreno Burattini | Moreno Burattini | Bane Kerac                   |
| 695        | 644       | Il pueblo misterioso      | marzo                 | Moreno Burattini | Moreno Burattini | Bane Kerac                   |
| 696        | 645       | Il feticcio di fuoco      | aprile                | Moreno Burattini | Moreno Burattini | Bane Kerac / Esposito Bros   |
| 697        | 646       | I servi di Cromm          | maggio                | Moreno Burattini | Moreno Burattini | Esposito Bros                |
| 698        | 647       | La vittima sacrificale    | giugno                | Moreno Burattini | Moreno Burattini | Esposito Bros.               |
| 699        | 648       | Mistero sul Monte Naatani | luglio                | Moreno Burattini | Moreno Burattini | Gianni Sedioli e Marco Verni |
| 700        | 649       | I discepoli               | agosto                | Moreno Burattini | Moreno Burattini | Gianni Sedioli e Marco Verni |
| 701        | 650       | Il destino di Hellingen   | settembre             | Moreno Burattini | Moreno Burattini | Gianni Sedioli e Marco Verni |
| 702        | 651       | L’incendiario             | ottobre               | Vittorio Sossi   | Mirko Perniola   | Alessandro Chiarolla         |
| 703        | 652       | La formula della morte    | novembre              | Vittorio Sossi   | Mirko Perniola   | Alessandro Chiarolla         |
| 704        | 653       | Vendetta senza fine       | dicembre              | Vittorio Sossi   | Mirko Perniola   | Alessandro Chiarolla         |

### 2020
| Nr. Zenith | Nr. Zagor | Titolo                   | Mese di pubblicazione | Soggetto                          | Sceneggiatura                       | Disegni                        |
| ---------- | --------- | ------------------------ | --------------------- | --------------------------------- | ----------------------------------- | ------------------------------ |
| 705        | 654       | Sangue Kiowa             | gennaio               | Jacopo Rauch                      | Jacopo Rauch                        | Joevito Nuccio                 |
| 706        | 655       | Faccia a faccia          | febbraio              | Jacopo Rauch/Moreno Burattini     | Jacopo Rauc/Moreno Burattini        | Joevito Nuccio / Esposito Bros |
| 707        | 656       | La figlia del mutante    | marzo                 | Moreno Burattini                  | Moreno Burattini                    | Esposito Bros                  |
| 708        | 657       | La mente assassina       | aprile                | Moreno Burattini/Roberto Altariva | Moreno Burattini / Roberto Altariva | Esposito Bros/Fabrizio Russo   |
| 709        | 658       | L'ebano e l'avorio       | maggio                | Roberto Altariva                  | Roberto Altariva                    | Fabrizio Russo                 |
| 710        | 659       | La città della speranza  | giugno                | Roberto Altariva                  | Roberto Altariva                    | Fabrizio Russo                 |
| 711        | 660       | Kandrax!                 | luglio                | Claudio Chiaverotti               | Claudio Chiaverotti                 | Marco Torricelli               |
| 712        | 661       | Passato e futuro         | agosto                | Claudio Chiaverotti               | Claudio Chiaverotti                 | Marco Torricelli               |
| 713        | 662       | Creatura d’acqua         | settembre             | Moreno Burattini                  | Moreno Burattini                    | Gianni Sedioli                 |
| 714        | 663       | Zombi a Darkwood         | ottobre               | Samuel Marolla                    | Samuel Marolla                      | Paolo Bisi                     |
| 715        | 664       | La sindrome di Beelzebul | novembre              | Samuel Marolla                    | Samuel Marolla                      | Paolo Bisi                     |
| 716        | 665       | Benvenuti a Heavenwood   | dicembre              | Tito Faraci                       | Tito Faraci                         | Marcello Mangiantini           |

### 2021
| Nr. Zenith | Nr. Zagor | Titolo                  | Mese di pubblicazione | Soggetto         | Sceneggiatura    | Disegni                      |
| ---------- | --------- | ----------------------- | --------------------- | ---------------- | ---------------- | ---------------------------- |
| 717        | 666       | Nessuno è innocente     | gennaio               | Tito Faraci      | Tito Faraci      | Marcello Mangiantini         |
| 718        | 667       | Lupi e agnelli          | febbraio              | Tito Faraci      | Tito Faraci      | Marcello Mangiantini         |
| 719        | 668       | I sette vikinghi        | marzo                 | Jacopo Rauch     | Jacopo Rauch     | Gianni Sedioli e Marco Verni |
| 720        | 669       | I demoni delle nebbie   | aprile                | Jacopo Rauch     | Jacopo Rauch     | Gianni Sedioli e Marco Verni |
| 721        | 670       | Le scogliere del male   | maggio                | Jacopo Rauch     | Jacopo Rauch     | Gianni Sedioli e Marco Verni |
| 722        | 671       | Corpo speciale          | giugno                | Moreno Burattini | Moreno Burattini | Marco Verni                  |
| 723        | 672       | Il presagio             | luglio                | Jacopo Rauch     | Jacopo Rauch     | Raffaele Della Monica        |
| 723 bis    | 672 bis   | Un uomo in fuga         | luglio                | Moreno Burattini | Moreno Burattini | Marcello Mangiantini         |
| 724        | 673       | Le notti di Londra      | agosto                | Jacopo Rauch     | Jacopo Rauch     | Raffaele Della Monica        |
| 725        | 674       | Non-morti               | settembre             | Jacopo Rauch     | Jacopo Rauch     | Walter Venturi               |
| 726        | 675       | Rakosi!                 | ottobre               | Jacopo Rauch     | Jacopo Rauch     | Walter Venturi               |
| 727        | 676       | Il castello del vampiro | novembre              | Jacopo Rauch     | Jacopo Rauch     | Walter Venturi               |
| 728        | 677       | La diabolica trappola   | dicembre              | Moreno Burattini | Moreno Burattini | Esposito Bros                |

### 2022
| Nr. Zenith | Nr. Zagor | Titolo                    | Mese di pubblicazione | Soggetto                      | Sceneggiatura                 | Disegni                      |
| ---------- | --------- | ------------------------- | --------------------- | ----------------------------- | ----------------------------- | ---------------------------- |
| 729        | 678       | Mortimer colpisce ancora  | gennaio               | Moreno Burattini              | Moreno Burattini              | Esposito Bros                |
| 730        | 679       | L'ultimo duello           | febbraio              | Moreno Burattini              | Moreno Burattini              | Esposito Bros                |
| 731        | 680       | Da un antico passato      | marzo                 | Jacopo Rauch                  | Jacopo Rauch                  | Raffaele Della Monica        |
| 732        | 681       | La porta dei mondi        | aprile                | Jacopo Rauch                  | Jacopo Rauch                  | Raffaele Della Monica        |
| 733        | 682       | Ombre su Golnor           | maggio                | Luigi Mignacco                | Luigi Mignacco                | Giuliano Piccininno          |
| 734        | 683       | La compagnia degli audaci | giugno                | Luigi Mignacco                | Luigi Mignacco                | Giuliano Piccininno          |
| 735        | 684       | La foresta incantata      | luglio                | Luigi Mignacco                | Luigi Mignacco                | Giuliano Piccininno          |
| 735 bis    | 684 bis   | La vendicatrice           | luglio                | Moreno Burattini              | Moreno Burattini              | Massimo Pesce                |
| 736        | 685       | Una ragazza in pericolo   | agosto                | Moreno Burattini              | Moreno Burattini              | Anna Lazzarini               |
| 737        | 686       | Yellow Rocks              | settembre             | Moreno Burattini/Jacopo Rauch | Moreno Burattini/Jacopo Rauch | Anna Lazzarini/Luigi Coppola |
| 738        | 687       | Massacro!                 | ottobre               | Jacopo Rauch                  | Jacopo Rauch                  | Luigi Coppola                |
| 739        | 688       | L'inarrestabile           | novembre              | Jacopo Rauch                  | Jacopo Rauch                  | Luigi Coppola                |
| 740        | 689       | Il passato di Rochas      | dicembre              | Moreno Burattini              | Moreno Burattini              | Oliviero Gramaccioni         |

### 2023
| Nr. Zenith | Nr. Zagor | Titolo                                       | Mese di pubblicazione | Soggetto              | Sceneggiatura         | Disegni                                  |
| ---------- | --------- | -------------------------------------------- | --------------------- | --------------------- | --------------------- | ---------------------------------------- |
| 741        | 690       | Black Legion                                 | gennaio               | Moreno Burattini      | Moreno Burattini      | Oliviero Gramaccioni                     |
| 742        | 691       | Campo nemico                                 | febbraio              | Moreno Burattini      | Moreno Burattini      | Oliviero Gramaccioni                     |
| 743        | 692       | La banda degli assassini                     | marzo                 | Moreno Burattini      | Moreno Burattini      | Gianni Sedioli                           |
| 744        | 693       | Vendetta Seminole                            | aprile                | Jacopo Rauch          | Jacopo Rauch          | Domenico e Stefano Di Vitto              |
| 745        | 694       | La leggenda di Manetola                      | maggio                | Jacopo Rauch          | Jacopo Rauch          | Domenico e Stefano Di Vitto              |
| 746        | 695       | Attacco a Britannia                          | giugno                | Jacopo Rauch          | Jacopo Rauch          | Domenico e Stefano Di Vitto              |
| 747        | 696       | L'isola degli spettri                        | luglio                | Jacopo Rauch          | Jacopo Rauch          | Stefano Di Vitto e Raffaele Della Monica |
| 747 bis    | 696 bis   | Braccati!                                    | luglio                | Raffaele Della Monica | Raffaele Della Monica | Raffaele Della Monica                    |
| 748        | 697       | Il capitano Nemo                             | agosto                | Jacopo Rauch          | Jacopo Rauch          | Raffaele Della Monica                    |
| 749        | 698       | La maledizione degli Incas                   | settembre             | Jacopo Rauch          | Jacopo Rauch          | Walter Venturi                           |
| 750        | 699       | La laguna delle rocce dipinte                | ottobre               | Jacopo Rauch          | Jacopo Rauch          | Walter Venturi                           |
| 751        | 700       | La foresta dei destini incrociati (a colori) | novembre              | Giorgio Giusfredi     | Giorgio Giusfredi     | Alessandro Piccinelli                    |
| 752        | 701       | Il passato di Jenny                          | dicembre              | Moreno Burattini      | Moreno Burattini      | Mauro Laurenti                           |

### 2024
| Nr. Zenith | Nr. Zagor | Titolo                      | Mese di pubblicazione | Soggetto                        | Sceneggiatura                   | Disegni                           |
| ---------- | --------- | --------------------------- | --------------------- | ------------------------------- | ------------------------------- | --------------------------------- |
| 753        | 702       | La tana del serpente        | gennaio               | Moreno Burattini                | Moreno Burattini                | Mauro Laurenti                    |
| 754        | 703       | Supermike!                  | febbraio              | Moreno Burattini                | Moreno Burattini                | Marco Verni                       |
| 755        | 704       | I guerrieri di Tumak        | marzo                 | Moreno Burattini                | Moreno Burattini                | Marco Verni                       |
| 756        | 705       | Lo Spirito Giallo           | aprile                | Moreno Burattini                | Moreno Burattini                | Marco Verni                       |
| 757        | 706       | Verso un oscuro destino     | maggio                | Moreno Burattini                | Moreno Burattini                | Marco Verni                       |
| 758        | 707       | I due sfidanti              | giugno                | Moreno Burattini                | Moreno Burattini                | Marco Verni                       |
| 759        | 708       | Verdetto finale             | luglio                | Moreno Burattini                | Moreno Burattini                | Marco Verni/Fabrizio De Fabritiis |
| 759 bis    | 708 bis   | Il giudizio degli dei       | luglio                | Giuliano Piccininno             | Giuliano Piccininno             | Giuliano Piccininno               |
| 760        | 709       | Pioggia infernale           | agosto                | Alessandro Russo                | Alessandro Russo                | Gianni Sedioli                    |
| 761        | 710       | Incubo a Darkwood           | settembre             | Alessandro Russo                | Alessandro Russo                | Gianni Sedioli                    |
| 762        | 711       | La macchina dell'apocalisse | ottobre               | Alessandro Russo/Luigi Mignacco | Alessandro Russo/Luigi Mignacco | Gianni Sedioli/Valentina Romeo    |
| 763        | 712       | Una strana alleata          | novembre              | Luigi Mignacco                  | Luigi Mignacco                  | Valentina Romeo                   |
| 764        | 713       | La città dei fuorilegge     | dicembre              | Luigi Mignacco                  | Luigi Mignacco                  | Valentina Romeo                   |

### 2025
| Nr. Zenith | Nr. Zagor | Titolo                     | Mese di pubblicazione | Soggetto                           | Sceneggiatura                      | Disegni                              |
| ---------- | --------- | -------------------------- | --------------------- | ---------------------------------- | ---------------------------------- | ------------------------------------ |
| 765        | 714       | La figlia di Dharma        | gennaio               | Jacopo Rauch                       | Jacopo Rauch                       | Esposito Bros.                       |
| 766        | 715       | Il villaggio del maleficio | febbraio              | Jacopo Rauch                       | Jacopo Rauch                       | Esposito Bros                        |
| 767        | 716       | Il risveglio dell'abisso   | marzo                 | Jacopo Rauch                       | Jacopo Rauch                       | Esposito Bros                        |
| 768        | 717       | Il passato di Tonka        | aprile                | Jacopo Rauch                       | Jacopo Rauch                       | Raffaele Della Monica                |
| 769        | 718       | Spettro nero               | maggio                | Jacopo Rauch e Moreno Burattini    | Jacopo Rauch e Moreno Burattini    | Raffaele Della Monica e Arturo Lozzi |
| 770        | 719       | Sasquatch                  | giugno                | Moreno Burattini                   | Moreno Burattini                   | Arturo Lozzi                         |
| 771        | 720       | La creatura dei boschi     | luglio                | Moreno Burattini                   | Moreno Burattini                   | Arturo Lozzi                         |
| 771 bis    | 720 bis   | La cacciatrice             | luglio                | Moreno Burattini                   | Moreno Burattini                   | Mauro Laurenti                       |
| 772        | 721       | I segreti di Endless       | agosto                | Carlo Lucarelli e Stefano Fantelli | Carlo Lucarelli e Stefano Fantelli | Raffaele Della Monica                |
| 773        | 722       |                            | settembre             |                                    |                                    |                                      |
| 774        | 723       |                            | ottobre               |                                    |                                    |                                      |
| 775        | 724       |                            | novembre              |                                    |                                    |                                      |
| 776        | 725       |                            | dicembre              |                                    |                                    |                                      |